# 迷宮飯
《迷宮飯》九井諒子創作的日本漫畫作品，2014年於《Harta》連載。漫畫連載於2023年9月15日完結，全97話。此作品為作者九井諒子的首部長篇作品。。故事講述冒險者萊歐斯與夥伴們的冒險，還有一行人取用魔物製作料理的經歷。
據2024年三月時統計，漫畫共賣出1400萬本。其中400萬本是在2023年九月連載故事結束之後的六個月之內賣出的。 
2022年8月宣布制作改编电视动画，於2024年1月4日開始播出連續上下兩期動畫，6月13日播完后同時宣布製作第二季動畫。

## 概要
本作品最大的特色在於故事背景的設定和登場人物的造型為古典奇幻風格，以現代的烹飪手法料理及評論地下城中的各種奇幻生物。故事情節融合了奇幻冒險和美食元素，並描述了許多奇幻生物的生態。

## 登場角色

### 萊歐斯隊
萊歐斯·托登（聲：熊谷健太郎、依田菜津（童年））
種族：長身人
本作主角。26歲，身穿鎧甲的男性戰士。出身北方大陸。為了拯救被炎龍吞食、尚未消化完畢的妹妹法琳而重返迷宮。
個性溫和敦厚、冷靜沉著，但不太懂得察言觀色，時常無自覺地惹惱人或引來同伴冷淡的眼光，對於迷宮魔物的喜好從想知道其外觀、生態甚至是牠們吃起來的味道相當執著，且對此會變得十分長舌，有珍藏著一本「迷宮美食指南」。
是個行走的魔物生態百科全書，知道魔物所有喜好、特性、弱點，透過腳步聲就能分辨出魔物種類。好學且經驗豐富、武藝相當高強，同時也是個同伴有危機時會全力救助，非常適合擔任小隊隊長的人物。但在作品中他最大的價值其實並非主要以戰鬥力一次一次帶領小隊克服難關，而是利用魔物弱點和環境取得優勢的能力。
父親是村莊的村長。對於沒有保護法琳反而把她趕出村子的父親感到相當厭惡，加上不擅長應付精神脆弱且嗜睡的母親，少年時期就離開了故鄉進入軍中學校，並有長達10年的時間都沒再跟父親有任何聯絡，但因為與軍中內部的人不和，沒有多久就逃走並被商隊撿到，在商隊打工賺了一點錢後輾轉流浪到東方大陸的卡卡布魯德的魔法學校和法琳匯合，故事開始的三年前，與法琳一同加入剝金團累積冒險經驗，在退出剝金團後逐漸成為小有名氣迷宮冒險者打開知名度。由於從小到大看盡了人類各種醜惡貪婪的一面，被翼獅點出「因為打從內心討厭人類，所以才會被魔物吸引」的真正想法。
由於老家飼養了很多獵犬的緣故，自小就與狗玩在一起，因此擅於模仿犬科動物的動作和吼叫聲威嚇魔物。
喜歡的食物是乳製品，特別是起司蛋糕，因為自出生以來從沒有吃過章魚和烏賊之類的頭足類，在咬了一口克拉肯的觸角後覺得味道生澀十分難吃，對於瑪露希爾提到頭足類可以做成各種美味料理產生質疑，之後更因為生吃克拉肯體內的巨大寄生蟲，腸胃遭到寄生蟲的感染，並將頭足類列為自己討厭的食物。第一次的死亡是在剝金團時期被移動鎧甲刺死，此後長時間對鎧甲有陰影；現在則是對其執著到想把鎧甲給吃了。
為了救回被魔法師帶走的妹妹，努力向瑪露希爾學習治療法術，隨劇情進展累積許多料理魔物的心得與經驗。
故事後段在瑪露希爾讓出迷宮之主的位置後身體被翼獅搶走，變成一直以來最憧憬的魔物撞破了迷宮的結界，利用了無止盡的食慾，吞食了翼獅最寶貴的「慾望」，最终在被翼獅詛咒「必將無法實現最渴望的願望」的同時，制伏了翼獅。在完成冒險後，與夥伴們歸來出席眾人舉辦的凱旋宴會，經由眾人幫助成功讓妹妹法琳復活，被眾人稱作「惡食王」統治浮上海面的大片國土，終生致力維持國民生活安穩（與此同時因為翼獅詛咒，魔物自動遠離萊歐斯統治的領土），投注研究運用魔法與魔物生產糧食的領域。
後日談提及萊歐斯對於自己成為君主一事雖不後悔，但對於頻繁和他人打交道經常感到壓力甚大，想念著冒險者時期的時光，私底下與瑪露希爾、法琳同住生活。因為法琳的建言才久違地跟著兩者踏入迷宮探險，救了在洞穴遇險的先西，體認自己的行事過於魯莽，最終為確保該洞穴能夠繼續未完成的封鎖工程，將劍助和鎧甲留在洞穴裡便帶領一行人離開，對於劍助後續在洞穴繁衍後代的動態毫不知情。
劍助
高階移動鎧甲手中的劍，為萊歐斯打敗高階移動鎧甲後，拿來取代在戰鬥中斷掉的劍。單一的存在並不會構成威脅；對於其他魔物有比冒險者更敏銳的感知，提早採取震動的防衛動作進而成為小隊中的預警工具。
本來只有萊歐斯知道它的存在。對炎龍害怕到從萊歐斯手中主動脫離而被奇爾查克給發現，之後在享用炎龍料理時已為全員所知。萊歐斯在同伴的斥責下本想放棄劍助，但最後因找不到替代武器可用而一直留在身邊。
後日談中，萊歐斯因為明白自己身分已然不同，所以將帶有自己氣息的劍助與自己的鎧甲留在洞穴中防止強力魔物出現，但劍助卻因此藉著鎧甲繁衍後代，給後世留下了「惡食王的亡靈因為飢餓徘徊在洞穴中」的故事。
瑪露希爾·多納托（聲：千本木彩花）
種族：半精靈
女性魔法使。50歲的半精靈少女。父親是長身人，母親是精靈族。出身北方大陸。父母曾經擔任過宮廷魔術師，學院派出生的她立志要將地下城改造成能安全採集魔法用材料的場所。本作吐槽役、顏藝豐富、反應誇張。魔法知識與能力超群，頭腦聰明反應快，很多時候小隊在危機中靠她眼明手快的應對以及出色的魔法表現才避免了滅團的命運。但也有因太過學院派、實際經驗不足而把事情搞砸的時候。
使用武器是以世界樹的孫株編織而成的魔法手杖，並將它取名為「安帕露西亞」。冒險過程中一度斷裂，緊急取用樹精的樹枝修復。這隻魔杖俱備生命力且能輔助瑪露希爾施法，當瑪露希爾灌輸魔力在杖身時，可修復杖身，若是將血液抹上則可改寫術式，但若是杖身折損沒有及時修復和灌輸魔力則會導致魔杖死亡。由於將頭髮作為魔法的媒介，所以在施展強力的魔法時會特別著重於保養自己的頭髮，在作品中以各種不同的髮型示人。但在成為迷宮之主後被翼獅子奪走了「梳頭髮的慾望」，變得不太會綁頭髮。
與法琳是魔法學院的同學也是好友，由於萊歐斯擅自把法琳從學校帶走，她並隻身一人來到卡卡布魯德，希望能將法琳帶回學校。在與法林和萊歐斯一起參觀了迷宮後，對地下城中施加的不朽咒語感到驚訝。於是加入了萊歐斯的小隊，與他們一起了解更多關於迷宮的知識。儘管由於當時小隊中的前任魔法使退隊導致奇爾查克、修洛和娜瑪麗對她沒有什麼好印象，但還是憑著自身的努力逐漸獲得夥伴們的認同。在法琳遭到紅龍吞噬時自願與萊歐斯同行進入迷宮救人。
因為混血兒成長速度不穩定的緣故，一直無法跟同齡的孩子交心，她的知己只有自己的父親與寵物鳥皮皮，但身為短壽種的兩者沒有幾年便接連衰老死去，這使她內心埋下了改變長壽種與短壽種年齡鴻溝的強烈想法。
擅長攻擊魔法，雖然也會其他輔助型的魔法，但是效果比較一般。像治療法術和保護法術的效果不如法琳。專長其實是古代的禁忌魔法，例如用於復活法琳的黑魔法，便同時具有降靈、長肉、復活的效用。似乎不會除靈法術，面對幽靈時會直接用爆破魔法處理。
喜歡的食物是海鮮料理和堅果，討厭看起來怪異的食物。第一次的死亡是被攻擊性史萊姆包覆頭部窒息而死。
小隊成員中價值觀最正常的人，因此一度反對靠吃魔物節省糧食費的提案，並絕對反對用亞人系魔物當食材的意見。可是因為飢餓而不得不吃魔物料理，且味道十分美味的這點而感覺相當複雜。
喜歡看名為「達魯奇安一族」的愛情小說，對其他人的愛情八卦也很有興趣。但想像帥哥的品味被同伴評為相當糟糕。
雖然在眾人的齊心合作下於第二次對決擊敗了紅龍，但被救出的法琳已經化為了屍骨無法復活，於是不顧可能會被西方的精靈判處極刑的危險，利用被視為禁忌的「黑魔術」將法琳的骨骸與紅龍的血肉合為一體成功復活了法琳，卻也因此讓兩者的靈魂融為一體，導致法琳被狂亂的魔術師希斯路帶走。
在與希斯路的決戰中被龍群毒死，而後被翼獅吞噬欲望的希斯路用盡了最後的力量使她復活。持有封印翼獅魔法書的一行人隨即遭到金絲雀小隊的追殺，瑪露希爾與莞苞帶著變成廢人的希斯路一起躲在閣樓裏，但由於萊奧斯不擅長說謊而被發現其藏匿處，與米斯倫對峙。藉著被洗腦的奇爾查克脫口說出母親擔任過宮廷魔術師一事，謊稱家族侍奉著精靈族女王，甚至還參加過她的登基大典，獲得了給予祝福的糖果「利利可姆姆亞雷」，想由此平息事態，卻反而中了米斯倫套話的陷阱暴露自己半精靈族的身分，原因在於精靈族女王是個鄙視著混血的傳統主義者，根本不可能給予其祝福。在金絲雀小隊進一步的言語羞辱和猛攻中命懸一線，憤而向翼獅許下了「想讓所有人跟自己一樣長壽」的願望並成功解放了翼獅宣佈成為迷宮之主，將地面與迷宮融合在一起，率領一大群魔物破壞迷宮的結界向金絲雀小隊開戰。但在再次與自己見面的萊歐斯等人的勸說下，將迷宮之主的位置讓給了萊歐斯。完成冒險後，與夥伴們歸來出席眾人舉辦的凱旋宴會，為法琳復活回歸一事激動不已。
後日談補述瑪露希爾跟著萊歐斯、法琳兄妹生活，成為了萊歐斯王的輔佐。對法琳提議去迷宮探險感到吃驚，跟著兄妹倆在洞穴探險期間順勢救了遇險的先西，跟著一行人離開洞穴。
奇爾查克·蒂姆茲（聲：泊明日菜）
種族：半身人
陷阱解除及開鎖師。出身東方大陸。形象是一個看似矮小的少年，但實際年齡為與外表不相符的29歲（換算長身人的年齡約50歲左右），而且已經結婚並擁有三名成年的女兒梅爾傑克、芙蘭托姆以及帕克帕蒂。
本作吐槽役之二，但相較於瑪露西爾的誇張反應，他偏向冷面笑匠、諷刺風格。冷靜而專業，有豐富的社會經驗。
25歲時跟妻子分居，雖然他對外聲稱是因為自己外遇，但實際真相是由於不願在情感上與妻子坦誠相待，妻子便在他結束最後一份工作回來前離家，搬去和二女兒一起住。平時個性沉穩，嘴巴有點壞，但一遇上解除陷阱整個人就神經異常緊繃。再加入萊歐斯之前已在外闖蕩了十年左右，在故鄉的半身人族中也有一定的領導地位，當他還是新人時參加了狩獵魅魔的隊伍，得知了自己其實是要被同行的夥伴推出去獻給魅魔，於是在他們尚未得逞前逃跑，為了防止有迷宮冒險者將半身人族作為引開魔物的一次性誘餌加以利用，經常建議其他半身人族在簽署契约之前由公會管理契约。為此服務收取調解費，但同族仍然有少部分人不認同他收取調解費的做法而逃走。他也曾與多個冒險者組隊，並看到他們中的許多人因人際關係問題而鬧分裂，因此不喜歡隊伍中有太多人際關係、愛情的牽扯，並極力隱藏自己的私生活和真實感受。
喜歡的食物是酒，尤其是啤酒和葡萄酒，不喜歡帶有甜味的料理。第一次的死亡是被寶箱怪陰死，因此對寶箱怪既恨又怕。
當他考慮提前退出迷宮探索時，被公會成員丹丹介紹給了萊歐斯，成為唯一一個能夠深入迷宮深層的半身人。是個公私分明的人，會加入拯救法琳的行列是因為已經收了冒險的報酬而難以拒絕此事。但其實也有相當關心夥伴的一面。
非常喜歡喝酒，尤其是啤酒和葡萄酒，但父親是死於酗酒。為了保持足夠輕的體重，不讓自己因太胖而不小心觸發陷阱，會對自己實施嚴格的體重管理，體重指數只有18。可是在結識先西後享用太多美味的魔物料理，導致體重開始上升這點讓他有些頭痛。
戰力很低，第一話有拿短弓戰鬥，後頭有展現用飛刀的技巧，其他幾乎沒有出現過拿武器戰鬥的情景，並有再三向他人表示別期待自己的戰力的發言。但是在關鍵時候幾次出手都發揮了作用。
相較於抗拒把魔物當食物的瑪露希爾，他對吃魔物這點並沒有太大意見，只是關心會不會造成食物中毒和只要是非人型魔物即可，除此之外只要能安全食用就不會反對。
完成冒險後，與夥伴們歸來出席眾人舉辦的凱旋宴會。為法琳復活回歸一事感到欣慰。
後日談補述奇爾查克仍持續活躍。
先西／森西（聲：中博史/大隈健太（少年時期））
種族：矮人
本名「伊茲甘達的先西」。112歲。斧戰士，出身東方大陸的伊茲甘達。留著相當粗獷的鬍鬚。在迷宮中研究魔物料理長達十年的時間，因此廚藝相當精湛。
長時間住在地下並樂於其中的生活，在固定每數個月到地表採購調味料等消耗品時，遇到準備糟蹋第一道魔物料理的主角們而加入隊伍。
力量相當強大，對魔物的知識也相當豐富，在小隊中是很重要的戰鬥成員。相當厭惡魔法，認為大規模的攻擊魔法會擾亂生態系，而輔助咒術則只會使人安逸而墮落，但後來親身體驗到水上行走後也有所改變。覺得僅能在迷宮中使用的復活術是不尋常的存在。
有一些火焰抗性，曾經手指放在熱油中，也不怕燙、能夠短時間按住滾燙的鍋子。
疑似對金錢無感，曾以「寶石不能吃」為由滿不在乎地把寶石丟棄。
對料理方面的要求十分的挑剔且極為講究營養均衡，但在其他方面就不怎麼在意。像是不在乎奇爾查克對通過陷阱的要求，也會在其他冒險者中毒急需藥草時細細的烹煮含有藥草的料理。除此之外也很擅長利用當時環境來製作料理。
也許是因為一直一個人過著糊口的日子，對本來應該是矮人族具備的知識也變得很不熟悉。納瑪莉發現他的兩個鍋子是用精金盾牌改造而成時差點抓狂，後來對戰炎龍時發現先西的菜刀也是秘銀打造的。
喜歡的食物是魔物料理。不喜歡缺乏營養的食物。第一次的死亡是在與萊歐斯小隊一同獵捕迷宮的斬首兔時，慘遭兔子腿部的刀刃給割喉失血而死。
22歲（長身人年齡9歲）時父母雙亡，因為無處可去而被矮人族礦工團的頭頭吉林收留成為見習生。76年前與礦工團誤入了迷宮，遭遇迷宮內的獅鷲的攻擊，由於食物用盡，連拉行李的馬也不得不殺死吃掉。最後在夥伴接連死去的情況下，吉林一路庇護著先西最終把獅鷲打倒，在讓他吃了用獅鷲肉做的湯之後傷重而死。這段慘痛的經歷讓先西對獅鷲產生了强烈的創傷，而他一直在猜想吉林給的湯中的原料是否不是獅鷲而是死去夥伴的肉，抱持著這樣的疑問，在半獸人的幫助下成為唯一的倖存者並成功回到地面上，但因為想到之前的種種遭遇於是決定長期待在迷宮裡。而後在萊歐斯的解釋下得知了當初殺死夥伴的魔物其實是鷹馬而非獅鷲或夥伴的肉，因此解開了對獅鷲多年以來的恐懼和心結。他的頭盔和身上用高級金屬打造的廚具；其實都是夥伴的遺物。
完成冒險後，與夥伴們歸來出席眾人舉辦的凱旋宴會，特地為復活回歸的法琳準備調養身體的料理。
後日談補述先西仍持續在冒險領域活躍，經常和法琳分享魔物料理，仍和奇爾查克保持聯繫，但由於鮮少進城讓萊歐斯難以遇見他。在洞穴遭遇石化雞蛇時獲得萊歐斯、法琳、瑪露希爾解危，跟著一行人離開洞穴。
法琳·托登（聲：早見沙織）
種族：長身人
女性魔術師，23歲。萊歐斯的妹妹。是個時常微笑的瞇眼少女，個性溫和，在過去的隊伍裡常擔任爭執時的仲裁者。和瑪露希爾是魔法學院的同窗，並非僧侶，而是在學院中學習了回復與輔助魔法。是憑著天賦與感覺學習魔法，因此在兄長萊歐斯向她學習魔法時總是因為聽不懂而難以學會。擅長除靈魔法，從幼年時就被發現具有跟鬼魂溝通的天賦，但也因此被周圍的人所懼怕，身為村長的父親礙於面子只好將她送到魔法學校就讀避人耳目，這也導致萊歐斯與父親的關係逐漸惡劣，她一直希望哥哥能與父母坦誠對談。
從小就有近視的問題，因此總是瞇著眼睛。在萊歐斯的回憶中曾是流星錘使。
護兄心切，在遭遇戰中為了救哥哥而被炎龍吞食。在迷宮飯冒險隊成功打敗炎龍後，被瑪露希爾用法琳的骨骸與炎龍的血肉復活，但自身的靈魂也因此和紅龍的靈魂混合在一起，被狂乱的魔法师控制并帶走，之後再度登場時已被變成凱美拉，向萊歐斯等人發動襲擊後被暫時擊退。處於被狂乱的魔法师控制的狀態，而會積極地保護他，自身的意識則完全被壓制。在萊歐斯等人找到狂乱的魔法师住处后，同時狂乱的魔法师赶回，被萊歐斯亲手杀死，计划透过吃掉属于炎龍的肉体部分後恢复原形。
漫畫最終話經由眾人努力成功被復活救回，但是雙膝部份仍覆蓋著少量羽毛和龍鱗、未有完美恢復人形。之後接受眾人饋贈的食物調養身體。
後日談補述法琳跟著哥哥萊歐斯、瑪露希爾同住生活，她重新開始探索自然迷宮，在先西的影響下陸續嘗試許多魔物料理，提議許久未踏足迷宮的萊歐斯去迷宮探勘，偕同萊歐斯、瑪露希爾救了在洞穴遇險的先西，跟著一行人離開洞穴。
喜歡的食物是水果和鮮奶油。沒有特別討厭的食物。第一次的死亡是在剝金團時期被移動鎧甲刺死。
馬醉木／莞苞（聲：神戶光步）
種族：貓型獸人
17歲。忍者，萊歐斯之前離開的隊友修洛的部下之一。東方群島出身。6歲時被黑魔術詛咒與野獸靈魂混合成為人工獸人，之後一直被作為畸形秀商品在世界各地被展示，直到10歲在和島展覽時，修洛的父親從原主人那裡將她買下作為兒子的家臣使喚，她不喜歡舞鶴對自己的嚴格教育並多次逃跑，但每次都會失敗被抓回來。
趁修洛等人回到地面上時獨自留下，並挾持瑪露希爾希望她為自己解除詛咒，但瑪露希爾只能為她解開項圈上必須聽從修洛命令的詛咒，但對混合靈魂的情況則束手無策。不過在知道狂亂魔法師將法琳變成了奇美拉合成獸、而只要能救出法琳就可能有希望解除詛咒後而加入萊歐斯的隊伍之中。
是被混合了黑貓的靈魂成了貓系的獸人，憑著高超的速度和敏銳反應，戰鬥能力在隊伍中也是名列前茅，尤其擅長用自身的速度優勢展開的接近戰。武器是苦無，不過徒手也能輕鬆地應付魔物。
有嚴重的挑食傾向，只吃魚和肉，蔬菜和菇類則完全不碰而被先西指責這樣營養不均衡。最開始完全不能接受吃魔物一事，後來也逐漸習慣了。
個性像貓一樣極度任性自我。因為獸人化的緣故而不得不流浪各地且備受歧視，而對任何人都採取不信任的態度。對萊歐斯等人也沒有抱持著彼此是同伴的意識，總是我行我素，毫無團隊精神，直到開始分享食物才慢慢有些改變放下了些許戒心。完成冒險後，與夥伴們歸來出席眾人舉辦的凱旋宴會，在得到了完全的自由的同時也意識到自己從此要為自己人生負責、找出自己的方向。後續從黎希恩口中得知，自己其實是人類靈魂加諸在黑貓身上的人工獸人，就算解除詛咒也只會變回黑貓。
原代號來源是杜鵑科的「馬醉木」。
喜歡的食物是魚、肉和螃蟹，不喜歡的食物則是蔬菜和蘑菇。第一次的死亡是在與萊歐斯小隊一同獵捕迷宮的斬首兔時，被萊歐斯的屍體活活嚇死。

### 迷宮的冒險者與探求者

#### 衣櫃夫妻隊
為了調查研究迷宮內施放的咒術而潜入迷宮的學者一行人。成員一共五人，分別是地精巫師的坦斯夫婦，長身人的戰士卡卡和琪琪，以及前萊歐斯一行的矮人族的戰士娜瑪莉。
衣櫃夫妻/坦斯夫妻（聲：井上和彥（坦斯先生）／所河仁美(雅恩婆婆））
種族：地精
使用復活魔法等强力魔法的老齡咒術師夫婦。丈夫坦斯·弗洛卡210歲，妻子雅恩·弗洛卡204歲。坦斯先生同時也擔任島主的迷宮事務顧問。作為一名學者，在與自己所學領域有關的事務上有極大的自信心。能夠閱讀精靈族的文字，並且熟悉精靈族通常使用的咒語。不願意在沒有任何回報的情况下為他人做事，因為擅長復活魔法，會主動將夥伴置身於危險之中並在事後讓他們復活。妻子雅恩婆婆則是個性格樂觀隨和，總是面帶笑容的女性，兩夫妻是就讀大學時期認識的。
坦斯先生喜歡的食物是牡蠣和妻子做的料理，討厭的食物是蘿蔔。雅恩婆婆喜歡的食物是奶油燉雞肉，討厭的食物是牡蠣。
娜瑪莉（聲：三木晶）
種族：矮人
本名「卡卡布魯德的娜瑪莉」。61歲。斧戰士。原為萊歐斯小隊的成員，在討伐炎龍失敗後離隊成為衣櫃夫妻小隊的傭兵。
雖然也很關心法琳，但考慮裝備全失，沒有辦法在短時間內籌備資源重回地下城，因此離開了原隊伍另尋雇主。對於生活有很實際的看法。
出身東方大陸的卡卡布魯德。過去由於作為武器商的父親貪污導致全族受牽連遭島主驅逐，在矮人族之間也被定位為村八分難以在社會上立足，為了籌錢歸還島主恢復矮人族的信譽而成為冒險者，在迷宮探險時也都是找隊伍中沒有矮人族的種族組隊。因為是矮人族而對武器相關的知識十分豐富，對武具表現出講究，素材和保養程度等細小的鑒別力，因此對先西把高級金屬拿來做成廚具這點很不滿。
喜歡的食物是排骨肉，討厭的食物是葡萄乾。第一次的死亡是遇到幽靈的衰弱死。
卡卡＆琪琪（聲：高橋良輔（卡卡）／長谷川育美（琪琪））
種族：長身人
衣櫃夫妻小隊成員。長身人雙胞胎戰士。佩劍的男性是卡卡、手持十字弓的女性是琪琪。年幼時被原本為了避免戰爭而持續過著流浪生活的父母拋棄在酒館，酒館老闆將馬廄騰出來給兩兄妹生活，之後被衣櫃夫妻收留並撫養長大，將衣櫃夫妻稱為「爺爺」、「奶奶」。因為是長身人的緣故，小時候參加地精兒童慶典時，被其他地精小孩誤當成大人遭到恥笑，這使得卡卡對自己的長腿很自卑。成年後作為護衛陪同小隊在迷宮探索。
卡卡喜歡的食物是奶油燉雞肉。琪琪喜歡的食物是醋醃魚，兩人討厭的食物都是高麗菜的芽。

#### 修洛隊
從東方群島·和島來的半本家嫡子修洛和侍奉他們一族的女性忍者所組成的小隊。包含少主修洛在內成員一共六人，分別是長身人魔法使兼隊長的舞鶴、長身人的忍者飛燕、紅千鳥、食人魔的犬蓼、被黑魔術變成獸人的長身人馬醉木（莞苞）。除了修洛以外，其他成員的名字都不是本名，半本家的忍者臉上會有著像黑痣一樣的小點狀星星刺青，用刺青數量來表示地位高低。
修洛／俊朗（聲：川田紳司）
種族：長身人
26歲。本名「半本俊朗」（ナカモト トシロー），但不求甚解的萊歐斯見了面後直接亂叫他「修洛」。
擁有高超劍藝的東洋風武士，擅長使用武士刀。原萊歐斯小隊的成員，在小隊裡因武藝最高而總是負責對強敵如龍等的最後一擊。在討伐炎龍失敗後與納瑪莉同時離隊。
出身東方群島的和島。是和島名門半本家的嫡子，家族自古以來都為了領主進行諜報等工作，從小總是被拿來跟充滿領導能力的父親作比較，無論做什麼都得不到肯定，因此總是垂頭喪氣，比起父親，他更仰慕一直以來照顧他起居的舞鶴，然而在得知父親與舞鶴的不倫關係後，就開始與舞鶴保持了距離。某天他與兩個弟弟在父親的命令下被趕出海旅行，因緣際會遇到萊歐斯並加入他的小隊，雖然認同萊歐斯的人品和領導能力，但有時也很受不了他那不會讀空氣的社交本事。
暗戀法琳多時後直接表白、但似乎未被接受。後來知道他對於原小隊能重返地下城不抱希望，因此由自己和家臣組成隊伍，繼續尋找法琳，不吃不睡、瘦骨如柴、十分憔悴。之後，他與萊歐斯等人再度相遇，在得知瑪露希爾使用禁忌的黑魔法復活法琳後相當憤怒。再加上目睹自己的家臣們被變成奇美拉的法琳襲擊全軍覆沒，在復活家臣後為了發洩著之前的不滿而和萊歐斯互毆，但因沒吃飽飯而輸給武藝不如他的萊歐斯。但之後兩人冰釋前嫌。他也放棄了尋找法琳的執著離開了迷宮。
喜歡的食物是蕎麥麵，討厭的食物是起司。第一次的死亡是被雞蛇的毒石化導致身體損壞。
舞鶴（聲：日笠陽子）
種族：長身人
41歲。修洛小隊成員兼家臣。穿著鶴翼袖子巫女裝的長身人女性魔術師。本名「伊予」。擅長製作及操作式神、復活術和轉移術等各種各樣的魔術。年輕時已經就從諜報工作一線退下改為擔任教養的職務。與修洛父親的關係既是主從也是不倫愛人。
料理手腕很好。從修洛小時候就負責照顧他的生活起居，像後媽一樣的照顧修洛，但因為與他父親的不倫關係被修洛所知，所以修洛對她的照顧反應很負面。
最得意的招式是名為「忍法·保母之術」的忍術，只要被施術者離開自己一段時間沒有回來，就會被拿著菜刀的山姥式神恐嚇或追殺。她將這個詛咒施行在莞苞身上防止其逃跑，後來被萊歐斯等人解除。
喜歡的食物是芋頭，討厭的食物是外國料理。第一次的死亡在與萊歐斯小隊一同對抗奇美拉化的法琳時，被法琳活活壓死。
代號來源是原本為百合科現在歸類為天門冬科的「舞鶴草」。
飛燕（聲：志田有彩）
種族：長身人
修洛小隊成員。女性忍者。26歲。本名「名香」。在舞鶴旗下的4名女忍者中是如同領袖般的存在。擅長輕功。父母是侍奉半本家的忍者，因此與修洛是一起長大的青梅竹馬，但由於身分的關係總是被大人們刻意拉開距離。
喜歡的食物是辣的東西，討厭的食物是芋頭乾。第一次的死亡是受到魚人攻擊造成的外傷。
代號來源是毛茛科的「飛燕草」。
紅千鳥（聲：鬼頭明里）
種族：長身人
修洛小隊成員。女性忍者。23歲。本名「真紫」。在很小的時候就被獻給主公然後賣給了半本家。由於一直過著看人臉色伺候他人的生活，導致性格容易感到自卑。自身患有體象障礙不能將自己的素顏顯露在別人面前，但也因此習得了優秀的易容術。
喜歡的食物是納豆，討厭的食物是茗荷。第一次的死亡是遇到幽靈的衰弱死。
代號來源是常被用來當賞葉盆栽的楓樹「日本山槭」的其中一種。
犬蓼（聲：古谷佳乃）
種族：食人魔
修洛小隊成員。本名「希若希」。體格高大強壯，但實際年齡是17歲。武器帶刺的鬼金棒，擁有極大的食量。
小時候離開故鄉和父母，被作為博彩相撲的力士養大，在第一次上場比賽時被前來觀賽的修洛的父親看到，將她買回了半本家成為家臣，由於之前過著相當艱苦的日子，因此十分的感激修洛的父親並把他當成神一樣的崇拜。
喜歡的食物是白飯，沒有討厭的食物。第一次的死亡是遭到巴西利斯克的襲擊導致中毒。
代號來源是俗稱狗尾巴草的蓼科「姬犬蓼」。

#### 喀布爾隊
年輕的冒險小隊。成員一共六人，有長身人的隊長喀布爾、長身人的魔法使鈴夏、半身人的米克貝爾、狗頭人的小黑、矮人的戴阿、地精的霍爾姆。與其他冒險者不同，隊長喀布爾並不是作為職業冒險者，而是抱著迷宮的解咒和根除魔物的理想和目的進行迷宮探索，同伴也是支持他作為與理想相稱的人物。 雖然隊員各自的能力都相當強大、也有被其他冒險者們看中的一面，但因對迷宮中環境和魔物的相關知識和經驗不足，屢次全軍覆沒、需要被人復活回收，多次嘗試也毫無進展。
喀布爾（聲：加藤涉）
種族：長身人
黑髮褐膚青眼的男性。22歲。容貌端正，給人一種花花公子的感覺。
出身西方大陸一個靠著附近的迷宮致富的小鎮「烏塔亞」。因為特殊的青瞳使得母親被夫家懷疑不忠而遭到驅逐，於是母親在外獨自經營一家小餐館勉強養活他。15年前烏塔亞的迷宮突然發生不明異變，大量傾巢而出的魔物殺害了小鎮的居民以及自己的母親，他也被為此被趕來應付此事態的精靈族金絲雀小隊副隊長米爾西莉露所收養，之後在養親的反對下成為冒險者。在養母的教育下擁有長身人中相當優秀的劍術。
興趣是觀察人類，因此善於和他人交涉並為此積累了不少人脈關係。雖然個性略微正直，但也有冷酷狡猾的一面。會說多種種族的語言，以及漫畫本篇中從未施展，但會使用的少許魔法。
是萊歐斯的相反設定。他是對付人類的專家，不但武藝高強、對人戰鬥中都能輕易取勝，而且也充滿魅力、能輕易用話術讓所有與他交流的人類喜歡他、按他的言語行事。但是他完全不擅長應付魔物，為此在迷宮冒險中每次都因為對魔物構造、特性、習性等沒有任何瞭解而滅團。他的長處在迷宮中全無用武之地。
從傳言中得知萊歐斯兄妹的事，曾以為他們只是偽善者而想過要揭穿他們，在實際接觸後發現他們只是魔物愛好者才顯得有點異常而放心。自己也明白自己無法完成攻略迷宮的夢想，而把期望放在萊歐斯身上。
因為過去的經歷，對於魔物是真心「不想看更不想觸摸」，但在萊奧斯推薦魔物料理時會因為不好意思拒絕而吃，並且時常在吃之後帶有接近心靈創傷的感想。
後日談補述道，喀布爾在萊歐斯登基成為國王後，協助輔佐政務。
喜歡的食物是番茄，討厭的食物是精靈族的蛋糕。第一次的死亡是遭到巴西利斯克的襲擊導致中毒。
鈴夏·法娜（聲：高橋李依）
種族：長身人
被同伴們稱呼為「鈴」。24歲。喀布爾隊的女性魔法使。父母是移民到北方大陆的东方人。但與修洛等人的和國出身地不同，不是日本人的設定而似乎是華人系的設定。小時候父母因為販賣魔法謀生遭私刑而死，雖然被趕來的精靈族們保護，卻受到如同動物般的對待，因此對精靈族有很不好的印象，但她也在這裡與被精靈族收養的喀布爾成為青梅竹馬的好友。擅长攻击魔法，尤其是大范围的强力闪电。是个美人，但有着高兴或激动时皱眉的习惯，因此总是一副在生气的样子。对喀布爾有好感，不想让他得意忘形所以反而表现得很严厉，想隐藏自己的担心，但很容易被看穿。
喜歡的食物是果乾，討厭的食物是沒有酸味的甜味。第一次的死亡是是陷阱的長槍造成的外傷。
米克貝爾·托馬茲（聲：富田美憂）
種族：半身人
男性，22歲。队伍里的锁匠。出身東方大陸的卡卡布魯德，在贫民窟长大，只懂得偷窃和诈骗的生存方式。在还是小孩的时候，因為與一個亞人販子結怨，為了報復對方，偶然救下了被当做奴隶贩卖的小黑。认为「能利用的就全都要利用」，典型的守财奴，会向其他种族献媚。但與同為半身人族的奇爾查克水火不容，因此離開了以他為首的半身人族公會，並且認為他才是守財奴。夢想是能和小黑一起存夠錢後在卡卡布魯德的好地段建築一個家。
喜歡的食物是雞蛋料理，討厭的食物是苦的東西。第一次的死亡是中了毒針陷阱。
小黑（聲：奈良徹）
種族：狗頭人
本名「悠達」。剑士。18歲。嗅觉非常优秀，能发现敌人踪迹、从痕迹中判断种族，可以有效地应对幻象，只要嗅过的味道就不会忘记。对毒的抗性很强。注意到危险或产生竞争心理的时候就会变得很凶暴。为了见识外面的世界而离开故乡結果遭到人口販子抓走，因緣際會下被米克貝爾發現並救出，对名利没有兴趣，只是想和米克贝尔一起到不同的国家旅行。從喀布爾那裡學到了人類的語言，當時向喀布爾講述了對米克貝爾毫不吝惜的友情。
喜歡的食物是雞和豬，討厭的食物是水果。第一次的死亡是跌落而死。
霍爾姆·克蘭諾姆（聲：廣瀨裕也）
種族：地精
76歲。男性魔法师，擅长精灵术，也就是使役微小精灵的魔法。作为魔法师非常优秀，能使役水火风地四种精灵（玛莉莉艾的水之精灵（温蒂妮）、艾西艾的地之精灵、克兰利艾的风精灵和卡丝艾的火之精灵。），此外，他也擅長復活術，在法琳戰中倖存下來並以復活術成功地給幾乎要團滅的喀布爾隊和修洛隊重整了態勢。曾被精靈族沒收研究成果並帶到西方大陸囚禁。是個優秀的術士，不过同时发生太多事精就容易宕机。有一個跟他的關係很生疏的姐姐，不知為何姐姐和喀布爾的關係很好，時常透過與喀布爾連絡得知自己弟弟目前的近況。
喜歡的食物是水果，因為宗教問題而不吃肉。第一次的死亡是被大蝙蝠給摔死。
戴阿（聲：河村螢）
種族：矮人
本名「撒弟勒的戴阿蒙德」。58歲。女性斧战士。出身東方大陸的撒弟勒，堂兄弟的叔叔是迷宮的裏島主，作为迷宫的守护者一族在边境地区长大，她知道自己人生在一出生時就被決定，对注定的使命和人生毫无质疑，直到家族為其安排年紀比自己還要大很多的結婚對象時，她立刻頭也不回的離家出走，並前來投靠自己的遠親裏島主，隨後裏島主將喀布爾介紹給她成為夥伴。为了了解自己的家族，到底一直在守护什么东西而成为了冒险者。有些不谙世事。因為娜瑪莉父親的貪污事件讓島主對矮人族的信譽嚴重受損，因此認為包含自己在內的正派矮人族對娜瑪莉的印象絕對都不會很好。最近似乎要跟自己離家出走期間認識的矮人族男性結婚了。
喜歡的食物是豬肉，討厭的食物是大蒜。第一次的死亡是被食人植物給勒死。

#### 金絲雀小隊
米斯倫（聲：內山昂輝）
種族：精靈
金絲雀小隊隊長。185歳。本名「凱倫西爾家的米斯倫」。右眼為義眼，雙耳半缺的銀髮精靈族男性。負責看守的罪人是西絲席恩和奧塔。是個路癡，偶爾會因為走錯路而迷路，但實際上這是他作為迷宮之主時所保留下來的特性。對魔物的知識很豐富，表現出了熟悉個體特性的姿態。
米斯倫擅長的魔法是傳送魔法，只要用手直接觸摸就能讓物體“飛”到任意的地方，被飛出的物體可以連同轉移目的地的空間一起更換。用它來和其他物體來代替對手身體的一部分，從而限制他們的攻擊能力。可以自由傳送自己，但需要觸摸一個物體才能傳送它，他的傳送能力的範圍可能非常遠。例如將一樓的巨型走路菇與四樓地下湖中的水交換。但因為單眼導致準頭很差，所以很難知道物體會轉移到哪裡，如果弄不好的話也會給周圍的同伴帶來危險。
出身精靈界數一數二的貴族家庭，在那之前的性格高傲自負，看不起守衛、囚犯和包含精靈族在內的任何種族，甚至稱呼短壽種族為「劣等種」，他尤其厭惡各方面能力都不如自己的哥哥，甚至一直認為哥哥是家族的私生子，但之後才發現原來自己才是私生子，他在家族的要求下代替哥哥成為金絲雀小隊的一員，在40年前一次調查迷宮的任務中，透過魔法鏡看見自己的心上人被哥哥奪走，內心萌生出巨大的憤怒，被化為小山羊的惡魔誘惑許下了「沒有加入金絲雀小隊的人生」成為迷宮之主，自身膨脹的欲望也誕生出了迷宮。米斯倫開始過著與愛人白頭偕老，被眾多的夥伴包圍著度過的幸福時光，然而不久後，迷宮中也開始出現尋求寶物的貪婪冒險者。米斯倫為了排除冒險者，向山羊實現了各種各樣的願望，讓迷宮變得更加複雜，魔物的數量也跟著增加，但他的身體變得越來越衰弱，逐漸失去了操控迷宮的力量。被獲得力量變得巨大的山羊惡魔趁隙奪走了右眼、雙耳和慾望，成為沒有食慾、睏意和求生欲的廢人，用僅剩的對惡魔的復仇心勉強保住了性命。但性格也從那時開始有了很大的轉變。由於烏塔亞事件造成金絲雀小隊的傷亡慘重以及人力資源短缺，被重新召回小隊成為隊長。
和金絲雀小隊奉女王的命令來到島上打算封鎖迷宮，因為聽取了希望走穩健對策的喀布爾的提案讓他與裏島主進行交涉，卻暗中命令自己的部下用金錢煽動淺層人類的“欲望”，以此為誘餌把魔物引誘到淺層試圖引起混亂，將迷宮中大量的冒險者們集中起來趕走。由於淺層出現的巨大走路菇造成群眾恐慌，使得察覺到異變的狂亂魔術師希斯路來到淺層查看情況，米斯倫以轉移術讓希斯路處於極大的劣勢，並以「國王迪爾加路希望你死去」這句話試圖讓希斯路放棄抵抗，但因為對事態將由精靈們的主導而感受到危機的喀布爾出面阻止，希斯路趁機在地面造巨大的裂縫讓米斯倫和喀布爾掉落至迷宮深層，之後兩人一邊持續著迷宮的探索直到得到夥伴的救援。期間米斯倫從喀布爾的言行中得知萊歐斯是最接近迷宮的存在且異常喜歡魔物，向喀布爾斷言「最好在萊歐斯成為迷宮之主之前殺了他比較好」。
萊歐斯一行擊敗希斯路後的隔天，金絲雀小隊帶著喀布爾一同來到希斯路的家。在兩方的對峙中西絲席思對萊奧斯、奇爾查克和森西三人使用催眠暗示，讓萊歐斯道出了一切的真相。隨後米斯倫也透過進行誘導審問揭穿了瑪露西爾謊言。打算從她身上搜索封印翼獅的魔法書。這也導致瑪露西爾在被逼上絕路的情況下向翼獅子宣佈要成為迷宮之主，從而解放翼獅子的力量將金絲雀所有成員鎮壓。
在萊歐斯打敗惡魔後失去了活下去的動力，但被喀布爾的話所打動，決定去用自己的力量去幫助他人，以及尋找新的生存意義。
因為欲望都被惡魔吞噬了，所以不再有“最喜歡”或“最不喜歡”的食物。第一次的死亡是率領金絲雀小隊迎戰成為迷宮之主的瑪露希爾時，被瑪露希爾的爆破魔法給爆頭，成為了本篇中被瑪露西爾第一次殺害的角色。
芙拉梅拉
種族：精靈
金絲雀小隊副隊長。170歳。本名「索恩家的芙拉梅拉」。擁有漆黑皮膚、赤瞳和銀色短髮的精靈族女性。有著把短命的種族評估為未成熟的種族的傲慢性格。時常暴怒斥責軟弱的部下們。她出身高貴，與精靈族的女王有親戚關係。黑寶石般的皮膚、紅色的瞳孔和銀色的頭髮被認為是「真正皇室的證明」。因為女王膝下無子，於是選擇了她的雙胞胎姊姊作為養女和繼承人帶走，然而過沒有多久，還未成年的姐姐因為不明原因去世了。芙拉梅拉害怕自己成為下一個目標，為了逃避繼承爭議而志願加入金絲雀小隊，但仍因為特殊的身分，被其他隊員要求不能做太過危險的任務。因為這個原因，她單方面厭惡著女王和自己的血統，對國家、父母、血統、隊長米斯倫等各種各樣的東西也都抱有不滿，時常處於暴怒的狀態。
喜歡的食物是餃子，討厭的食物是魚卵。第一次的死亡是遭到巴西利斯克的襲擊導致中毒。
西絲席思（聲：武田華）
種族：精靈
罪名：使用古代魔術、教唆殺人、偽造檔案、欺詐等罪名被判處終身監禁。
金絲雀小隊成員。149歳。本名「西絲席恩·奧庫里」。擁有褐色皮膚，充滿妖豔氣息的精靈族女性。她攜帶著一根看起來像鈴蘭枝條的鈴鐺魔杖，能利用鈴鐺的聲音使出迷惑人的幻術催眠對手，讓他們進入一種極易受暗示的狀態。她也多次對前金絲雀獄卒使用這種能力，藉由控制他們讓自己可以隨時獲得自由。雖然語氣溫和冷靜，但也有對敵對者毫不留情的一面。在成為囚犯前是一名小有名氣的占卜師，對精靈的貴族和有錢人懷有強烈的嫉妒心。
在返回加那利島執行任務時，被芙拉梅拉指派照顧欲望幾乎被惡魔完全吞噬的米斯倫，在米斯倫偏離軌道時幫助他指引正確的方向，以及確保他能夠正常吃飯、睡眠和排泄。最初她利用迷惑的力量讓米斯倫在地板上吃東西或穿上可愛的衣服，試圖羞辱他，但當米斯倫對她的羞辱完全沒有反應時，她開始覺得很無聊，並試圖在帕塔朵出面斥責時命令米斯倫傷害帕塔朵來給自己取樂。米斯倫卻以這樣做會讓自己被趕出加那利群島為由，第一次拒絕了她的命令。在這件事開始，她對米斯倫變得出奇地順從和尊重。
喜歡的食物是蝦子，討厭的食物是準備不周全的東西。第一次的死亡是被溫蒂尼攻擊導致失血過多。
帕塔朵（聲：伊瀨茉莉也）
種族：精靈
金絲雀小隊成員。82歳。本名「瓦禮家的帕塔朵」。負責看守的罪人是是黎希恩和芙蕾琪。除了使用强大的結界，還管理著聯絡用的妖精。為貴族的千金，某天突然被父母命令就任金絲雀小隊，而不是選擇其他姐妹們，一開始雖然無法接受，但馬上就覺得「說不定是因為自己比姐妹們還要優秀才會被父母選上」而重新振作起來。為了獲得女王的期待，為了家族的名譽而奮起，第一次接下了看守任務，同時也是最年輕的看守人。
進入金絲雀小隊後，積極的想在囚犯面前展現自己作為看守人優秀的一面，但由於缺乏經驗而容易感情用事。讓周圍的人不知所措。誤以為瑪露希爾是精靈王國之宮廷魔術師的女兒時，毫不懷疑地進行了談話。在故事結局中，被女王任命為精靈王國的外交官，留在萊歐斯們的國家。和瑪露希爾的感情也變得很融洽。
喜歡的食物是番茄，討厭的食物是肝臟類。
芙蕾琪（聲：篠原侑）
種族：精靈
罪名：持有及買賣古代魔術品，被判處240年徒刑。
金絲雀小隊成員。130歳。留著金色微捲髮的精靈族女性。言行有些粗暴。能力是操縱共享視覺的鳥型使魔。使魔能突破空間扭曲的迷宮，僅僅一周確實能到達金絲雀小隊的地方，雖然優秀但卻是一個毒品成癮者，為了賺到購買毒品的錢而瘋狂蒐集古代魔法。
喜歡的食物是辣的料理，討厭的食物是紅蘿蔔，第一次的死亡是被大走路菇襲擊中毒死。
黎希恩（聲：岸尾大輔）
種族：精靈獸人
罪名：因用古代魔法改變人體結構、殺人、傷害被判處終身監禁。
金絲雀小隊成員。126歳。留著銀色長髮外貌相當女性化的精靈族男性。上半身赤裸，下半身穿著暴露的服裝。皮膚上到處都是紋身。由於討厭自己本來的容貌，於是找來了製作古代魔法「人工獸人」的術士把自己改造成半個獸人族，能夠自由變成狼人，對目前的身體非常滿意，並主張「想讓大家也看到這個帥的身體」。和芙蕾琪關係很好。
喜歡的食物是肉，討厭的食物是蔬菜(特別是莖)，第一次的死亡是鬥技場造成的外傷。
歐塔（聲：菊池心）
種族：精靈
罪名：因古代魔法道具的買賣以及人口買賣(刑期不明)
金絲雀小隊成員。137歳。短髮，雙臂上有刺青的精靈族女性。因為喜歡男性的打扮，所以很容易被弄錯性別。使用擁有改變地形的能力，同時和帕塔朵依樣能夠使喚妖精。女同性戀者，對混血兒和短壽種族表現出了極大的喜愛，甚至會與年輕的半身人族女性約會，並在她們30歲之前與其分手。相當不喜歡米爾西莉露，認為她收養短壽種孩子的作法如同像在飼養小動物。
喜歡的食物是葡萄，討厭的食物是肉，第一次的死亡是被魔狼攻擊。
米爾西莉露
種族：精靈
本名「托爾家族的米爾西莉露」。金絲雀小隊前副隊長。同時也是喀布爾的養母。189歳。原看守人的精靈族女性。現已退役。曾經和米斯倫一同被派遣到迷宮。由於社交障礙和內向的性格而遭到精靈族同儕的嘲笑，甚至還被取了「陰鬱的米爾西莉露」的綽號。出身軍人世家，除了擁有高超的劍術還能自由操縱多個布娃娃戰鬥。40年前與米斯倫隸屬的小隊一同前往迷宮調查，在米斯倫被惡魔吃掉慾望變成廢人時本想一刀讓他解脫，但發現他還有著想對惡魔復仇的求生欲轉後放棄此想法，並決定照顧他。在烏塔雅事件後出於厭惡而主動退出了金絲雀小隊。收養了許多短壽種的孩子。在米斯倫養傷期間坦白自己曾經很討厭他，但在看到其構築的，複雜又扭曲的迷宮後，從中感受到他的憤怒、嫉妒以及自卑感，對此感到釋懷。
喜歡的食物是水果蛋糕。討厭食物是豆類、紅蘿蔔、蘑菇、內臟、貝類、草莓等。儘管在金絲雀有著豐富的迷宮探索經驗，但她從未在迷宮中死過一次

#### 多尼隊
多尼（聲：野上翔）
種族：長身人
男性，萊歐斯等人在迷宮第二層遇到的新手探險者，因為被巴西利斯克襲擊導致中毒生命垂危，在吃了先西用巴西利斯克作的料理後恢復健康。但隊伍沒多久就又被食人植物抓住而全軍覆沒。
喜歡的食物是火腿，沒有特別討厭的食物。第一次的死亡是遭到史萊姆襲擊造成的窒息。
菲奧妮露（聲：森田涼花）
種族：半精靈
多尼隊的成員。女性法師。性格愛哭。原本是金絲雀小隊派來調查迷宮的成員，對多尼缺乏經驗但敢於冒險，希望體驗廣闊的世界的精神所感動而願意追隨他。
喜歡的食物是魚貝類的湯，討厭的食物是奶類。第一次的死亡是陷阱的弓箭造成的外傷。

### 迷宮關係者
島主（聲：飛田展男）
種族：長身人
身材高大的中年長身人男性，雖負責島上迷宮的事務卻是一個富有的暴發戶，只對迷宮產生的財富感興趣但不關心所帶來的問題。他也不擅長談判，把一切的問題都交給身為顧問的坦斯先生。因為娜瑪莉父親的捲款潛逃事件而相當蔑視矮人族。他同時也是刺殺迪爾加路父親的領主之後裔。
裏島主
種族：矮人
迷宮的第一層據點的島主，同時也是戴阿的親戚，留著濃密捲鬍子的矮人族。控制著「島」的村莊。品德和影響力都超過了島主，但實際上他已經被迷宮的欲望所吞噬，想要將提議關閉迷宮的喀布爾和金絲雀商隊全數滅口，由於米斯倫的轉移術，和部下們一起被埋入了牆內但沒有死亡。
黃金之國的居民
黃金之國的國民，被狂乱的魔法師下了長生不老的詛咒。居住在迷宫内魔法空间黄金之鄉，過著原來的生活以維持着正常的理智。狂亂的魔法師會派出召喚物監視居民，一旦發現叛逆就會被處决或者逐出黄金之鄉而成為失去肉體和理智的惡靈。
亞阿多·梅利尼（聲：村瀨步）
種族：長身人
黃金鄉的居民。雖然還保持著少年的容貌，但實際年齡已經上千歲。他是曾經統治黃金之國的先王迪爾加路的孫子。其他的居民也被稱其為「老爺」。性格理智、態度溫和，雖然和國民一起被希斯路監視著但仍然相信王國傳來的預言，他期待擁有雙翼劍的萊歐斯能打敗狂亂的魔術師拯救黃金之國。由於長生不老的詛咒，即使不吃飯也能活下去，所以長期過著與料理無緣的生活，對於先西用平底鍋煎鬆餅給他吃感到相當高興。因為在黃金之國幫助萊歐斯等人的行為被希斯路得知，其靈魂被囚禁在希斯爾藏身處的一個小人偶上，與萊歐斯進行了短暫的互動。後來因為迷宮倒塌身體毀損，靈魂轉移到了祖父迪爾加路的身體上。在希斯路彌留之際，代表全家人和整個黃金之國，向希斯路鄭重的道歉，在獲得了希斯路的諒解後送他走完最後一程。之後在萊歐斯成為國王後與其他黃金國遺民共同輔佐著沒有治國經驗的他。
迪爾加路·梅利尼（聲：志村知幸）
種族：長身人
長身人男性。黃金之國的前任國王。亞阿多的祖父，與成為宮廷弄臣的希斯路一起長大，情同兄弟。大約一千年前，當時迪爾加路所統治的黃金之國正面臨天災、飢荒以及外敵入侵等種種問題，迪爾加路的兒子艾奧迪奧因為一場重病生命垂危卻無法叫來醫生前往看診。希斯路在迪爾加路不斷的懇求下帶著他前往地下迷宮，迪爾加路親眼看著希斯路利用從那裏得到的一本十分特殊的魔法書。改變了迷宮的地形、創造了各種魔物殺死了入侵的外敵、讓死去的人瞬間復甦。起初包含迪爾加路在內的所有人都很感激希斯路創造的迷宮給了他們一個安全的避難所，但隨著時間一久，他們開始為了何時能夠離開迷宮重返地面一事與希斯路產生嫌隙，兒子艾奧迪奧甚至指責希斯路才是最危險的存在。被激怒的希斯路用魔法書毆打艾奧迪奧並抽出了他的靈魂，目睹一切的迪爾加路對希斯路的所作所為感到震驚和害怕。隨後整個黃金之國也被永遠受困在希斯路所下的長生不老詛咒之中，故事開頭迪爾加路使用艾奧迪奧的肉體一邊避開希斯路的耳目，一邊從迷宮中爬出來，在島上一個村莊的地下墓地入口處的出現被人發現，他留下了「我把這國家的一切送給打倒狂亂魔法師的人」後化為了塵埃消失殆盡。
喜歡的食物是鹿肉，討厭的食物是西洋芹湯。
希斯路（聲：小林優）
種族：精靈
通称狂乱的魔法師，傳說中令地下城化成迷宮的人物。故事一開始就暗示了其存在。之後於漫畫29話才正式揭露其真面目是一個有著褐色肌膚的精靈族少年。
一出生時就被父母拋棄，當時迪爾加路的父亲弗利納格因為想要一個精靈（長壽種）作為僕人來彰顯自己的地位。於是將年幼的他買入作为宫廷弄臣，但日子久了之後弗利納格將他當成自己的親生兒子一樣看待，並取名為「希斯路」，希斯路也和小时候的迪爾加路情同手足，迪爾加路登基后在他鼓励下自学魔法，成为黃金之國的宮廷法師。因為弗利納格遭暗殺而害怕迪爾加路會步其後塵，與此同時國家也正因天災或異國入侵而瀕臨滅亡，在迪爾加路的懇求下，他得到了一本被封印在城堡地下室裡的魔法書並与書中的恶魔签订契约，將王國迷宮化，成为迷宫之主守护王国。起初他懷有想讓國家繁榮的夢想，然而因為被惡魔翼獅逐步吞食了大部分的慾望，唯一剩下的就是「保護迪爾加路安全」的欲望，這也使他日漸變得瘋狂偏激，迪爾加路的兒子艾奧迪奧由於不願意一輩子都得待在迷宮當中，與希斯路爆發衝突並打算將所有人都帶離迷宮，希斯路一怒之下用魔法書將艾奧迪奧的靈魂抽離身體，並使用迷宫的魔法讓原本的居民與自己變得長生不老，同時他因為忌憚翼獅的力量，將翼獅的身體分成兩本書封印起來，一本放在住處，另一本則隨身攜帶在身邊。但由于守护王国的欲望不断膨胀和扭曲，使迪爾加路逃出迷宫，而其也疯狂地寻找出逃的迪爾加路，雖然將來自迷宮外的冒險者、亞人視為敵人和害蟲，但因為他們可以作為尋找迪爾加路的信息來源在，所以來過著河水不犯井水的生活。
直到遇見進入活繪畫四處尋找食物的萊歐斯，對萊歐斯產生了強烈的敵意並攻擊了他。在萊歐斯等人成功擊敗紅龍並復活了法琳後再度出現，稱他們“小偷”和“篡位者”，將與紅龍合一而復活的法林變成了聽命於自己的奇美拉帶走。之後因為金絲雀煽動待在迷宮內的人們的慾望讓魔物跑到迷宮淺層，希斯路察覺到異樣也來到淺層查看情況，遭到金絲雀的圍攻，隊長米斯倫為了讓希斯路放棄抵抗而告訴他“迪爾加路早已經化為塵埃，並且在臨終前的願望就是希望你死去”，希斯路聽後大受打擊但拒絕承認這個事實，趁著喀布爾與米斯倫對峙時在地面製造裂縫讓兩人摔進迷宮最深層。養傷的期間他透過使魔得知莱欧斯小队找到自己位於迷宫深層的住处，為了阻止翼獅解開封印，他返回住處再次與萊奧斯等人展開最後的決戰。並召喚了許多不同種類的龍殺死了萊奧斯以外的四人，但最終被萊奧斯利用龍性的戰術擊敗。
萊歐斯沒有殺死希斯路，而是告訴他黃金鄉的居民得到不需要吃飯也不需要睡眠的永恆生命其實是一種折磨，希望他可以懸崖勒馬發現這份支配只會使人陷入不幸。然而希斯路卻誤解了萊歐斯的話，認為可以使國民快樂又可以保護他們的東西就是「對他們永遠的餵食」。他趁機奪回魔法書的主導權對萊歐斯施展了一種強迫餵食的酷刑魔法，希斯路獨自沉浸在快樂之中，卻突然被翼獅吞噬掉其所有欲望，变成无意识的植物人，弥留之际意外复活了被杀死的玛露希尔。在故事的最後曾短暫甦醒，從迪爾加路（實際靈魂是亞阿多）那得知了他已不再害怕死亡後放心的在其懷中逝去。
翼獅
本作的最終反派。黃金之國的守護獸。擁有預言未來的力量，也預言了「打倒狂亂魔術師的人」的出現。因為與一同創造迷宮的希斯路意見產生了分歧，頭部和身體被分別封印在魔書中。但仍引導著黃金鄉的居民們。通過劍助觀察著萊歐斯一行人的一舉一動，與他們進行了交流並不斷給予幫助。故事後段揭露真實身份其實是惡魔，與被封印在其他迷宮中的惡魔擁有共通的記憶，在希斯路和萊歐斯和解後露出了本性，吃掉希斯路的欲望使他變成了廢人。之後由於被金絲雀小隊逼入絕境的瑪露西爾解開了書的封印，真身是一隻頭上有著山羊的角，背上和腰上長著翅膀的兩足步行獸人。在故事發生的幾千甚至幾萬年前，牠是一種微小的外星生物，在發現人類的欲望更美味、更充實之前還只會吞食小動物的欲望。且開始能自由變化成豬或羊一類的動物，在這一發現中，它獲得了自己消費世界的欲望，但人們也在察覺到這點後將他封印在迷宮裡。一開始關心希斯路和黃金之國的福祉，並敦促萊歐斯為此殺死希斯路只是為了達到自己目的的詭計-打破迷宮對自己的拘束並吞食世界，並讓全人類在胃裡獲得永恒的幸福。在故事的末尾敗給了萊歐斯所變化、他夢想中的完美魔物，被萊歐斯反過來吃掉了自己的進食慾望，因此喪失了吞食世界的想法後，詛咒萊歐斯永遠都無法實現他真正的願望後消失。
喜歡的食物是人的慾望。
角色形象可能是來自所羅門七十二柱魔神布耶爾。

### 主角團關係者
丹丹
種族：半身人
男性。鎖匠。萊歐斯的前隊友。和萊歐斯、法琳曾是剝金團時期的夥伴，不久並退出並加入了半身人公會，一年後他被萊歐斯再度找來當探索迷宮的夥伴，但因為不願意進入更深層探索，和另一名夥伴瓦恩茲決定主動退出，當萊歐斯正苦於尋找夥伴進入迷宮的更深層時把當時擔任公會頭頭的奇爾查克介紹給了他。
瓦恩茲
種族：長身人
男性戰士。萊歐斯的前隊友。和半身人丹丹一樣不願意進入更深層探索而主動退出。沒多久萊歐斯找上修洛頂替了他的位置。
阿西比雅
種族：長身人
女性魔術師。萊歐斯的前隊友。雖然優秀但因為時常要求身為隊長的萊歐斯給自己特殊待遇，導致其他成員不滿並頻頻抱怨，在萊歐斯迫於壓力告知不能再給予她特殊待遇後，她立刻就退出了團隊。在法琳的推薦下，萊歐斯遇見了瑪露希爾順利頂替了她的位置。
梅爾傑克
種族：半身人
奇爾查克的長女。與芙蘭托姆是雙胞胎。性格冷淡，被奇爾查克形容性格最像自己。但擅長開鎖和探查陷阱的才能也遺傳了奇爾查克。奇爾查克甚至提到如果哪一天自己死了，萊歐斯一行人可以雇傭她作為夥伴。
芙蘭托姆
種族：半身人
奇爾查克的次女。與梅爾傑克是雙胞胎。討厭吝嗇又窮酸的半身人族同胞，渴望嫁給一個富有的矮人族。在奇爾查克加入萊歐斯一行人之前給他發了一封信，告知說母親（奇爾查克分居的妻子）現在跟自己住在一起。 除了這封信，還給奇爾查克寄去了他現在所戴的圍脖。
帕克帕蒂
種族：半身人
奇爾查克的三女。很有生意頭腦但被奇爾查克形容「對待人生的態度不太行」，擔心她總有一天會吃虧。
多納托
種族：長身人
瑪露希爾的父親。15歲擔任宮廷歷史學家時認識了身為精靈族的宮廷魔術師女性（瑪露希爾的母親）並開始向她求愛，32歲時兩人結婚，在自己年紀很大時妻子才生下了瑪露希爾，是陪伴瑪露希爾度過孤單童年的知己，但由於短壽種族的年齡限制，最終在82歲時因為身體衰老去世，這使得瑪露希爾開始強烈地希望打破種族之間的年齡隔閡。

### 吉林礦工團
年輕時的先西所屬的矮人礦工團。原本隸屬伊茲甘達的採礦場，因為與工友間發生亂鬥，在被趕出矮人的村子後，吉林率領一些礦工離開採礦場成為流浪者，包含先西在內，成員有布里甘、英帕、圖坦以及努爾一共6人，他們計畫從遺跡中挖掘到值錢的物品，並在此發現了遺跡，然而在探索遺跡時因為眾人被內部的利益所迷惑，導致內部變質成為了讓眾人受困的迷宮，而在迷宮內對礦工團窮追不捨的鷹馬（但被眾人誤認成獅鷲）攻擊，全員除了先西以外全部死亡。
吉林（聲：高木涉）
種族：矮人
本名「伊茲甘達的吉林」，79歲。礦工團頭領。收留父母過世無家可歸的先西成為礦工團見習生，在礦工團受困迷宮時，因為看出先西研究迷宮內部的才能，可以成為眾人離開迷宮的關鍵，吉林將食物嚴重短缺的情況下將僅存的食物讓給先西，卻因此引起布里甘的不滿，兩人在發生爭執時遭到鷹馬攻擊，布里甘首當其衝被鷹馬殺害，吉林則是在和鷹馬的戰鬥中被擊中頭部，但仍然成功殺死了鷹馬，他將鷹馬的肉煮成了湯讓先西吃下後，走出門外告訴先西自己有事要處理，沒多久就因傷勢過重而死，死後所遺留下的頭盔被先西修補過並戴在頭上。
喜歡的食物是奶油，討厭的食物是洋蔥。
布里甘（聲：真木駿一）
種族：矮人
本名「伊茲甘達的布里甘」，78歲。留著白色長鬍鬚的光頭男子。是個不喜歡未知和新事物的古板矮人，和吉林是老相識，但隨著礦工團的日益擴大，兩人的意見衝突開始增多，他尤其很厭惡吉林一直相當關照的先西，在礦工團受困迷宮時因為不滿吉林將食物嚴重短缺的情況下將僅存的食物讓給先西，與吉林發生爭執，卻因此引來了鷹馬，最後首當其衝被鷹馬殺害。
喜歡的食物是煙熏肉，討厭的食物是起司。
英帕（聲：菊池通武）
種族：矮人
本名「伊茲甘達的英帕」，58歲。是礦工團中僅次於先西第二年輕的成員。性格沉默寡言但精明幹練，據說很受異性的歡迎。因為自身採礦技術是由布里甘所教導，因此比起吉林他更尊敬性格古板的布里甘。是礦工團受困迷宮時被第三個被鷹馬殺死的成員。
喜歡的食物是生牡蠣，討厭的食物是粥。
圖坦（聲：蓮岳大）
種族：矮人
本名「多札克的圖坦」，95歲。體型圓潤豐滿的光頭男子，妻子是地精。他並非礦工團一開始的成員，某天被吉林帶來擔任財務管理，以及交易礦工團挖出的古代遺物的負責人。出身商人之家，言行舉止都顯得相當有較有教養。是礦工團受困迷宮時被第一個被鷹馬殺死的成員。
喜歡的食物是碳水化合物，討厭的食物是茄子和綠豆。
奴魯・米爾切恩（聲：宮田浩德）
種族：地精
98歲。礦工團中唯一的地精，同時也是最年長的成員。具備了關於古代文明遺物的豐富知識，負責為礦工團開採到的東西做鑑定。是礦工團受困迷宮時被第二個被鷹馬殺死的成員。
喜歡的食物是鴨肉，討厭的食物是魚貝類。

### 其他角色
祖恩（聲：後藤光祐）
種族：半獸人
半獸人的頭目。在迷宮內建造村莊，並會對冒險者進行掠奪。對屠殺半獸人並在其土地上殖民，迫使他們住在迷宮裏的長身人男性和精靈懷有敵意，但在與萊歐斯一行人接觸後逐漸改變了觀點。與先西是老交情，在自己還是個小孩子的時候就已經認識他。
喜歡的食物是植物羊。
莉多（聲：村瀨迪與）
種族：半獸人
祖恩的妹妹。性格固執但相當重視忠誠和友誼，哥哥祖恩在成為首領後由於不願與迷宮冒險者和紅龍戰鬥，讓她感到相當的不滿。初登場時打算殺死因法琳差點團滅的萊歐斯一行人，在先西表明自己是她哥哥的朋友後立即與同伴幫助受傷衰弱的萊歐斯和瑪露希爾，當奇爾查克談到想編個理由欺騙萊歐斯一行人好讓自己離開迷宮時，她表現出了對奇爾查克的厭惡。後來他發現奇爾查克只是口是心非，內心其實非常擔心夥伴的安危時改變了對他看法。
喜歡的食物是走路菇，討厭的食物是高麗菜。
希梅雅
種族：精靈
擁有漆黑皮膚的精靈族王國的女王。年齡372歲。統治了精靈族的王國至少200年以上。與芙拉梅拉的母親是同母異父的姐妹。她被描述為一個不承認混血兒存在的傳統主義者。在慶祝她加冕200周年晚會上，她向在場的每一位精靈族發送了一種名為「利利可姆姆亞雷」的小糖果，這些糖果的形狀表明了她對接受者的祝福，例如，玫瑰意味著「賢慧」，鴿子意味著「盡職盡責」，草莓意味著「愛情」。因為膝下無子，於是選擇芙拉梅拉的雙胞胎姐姐作為自己的養女和未來的繼承人帶走，但是沒有多久，養女就因為不明原因死亡。
在萊歐斯打敗惡魔、也同時解除了世界各地的迷宮的危機後，解除了金絲雀小隊的任務，並安排帕塔朵留在萊歐斯們的國家擔任外交官，並持續觀察著惡魔消失後的行蹤與隨之消失的「能實現任何願望」的魔法對這個世界帶來的影響。

## 特殊用語
冒險者
「打倒位在迷宮深處的魔法師」冒險者們皆為此目標而奮鬥。大部分冒險者會組成公會（小隊）來攻略迷宮，鮮少有單打獨鬥的冒險者。
復活
這是只有在迷宮才能看到的現象。根據坦斯先生的說法，迷宮中似乎擁有將靈魂與肉體束縛在一起的強大不死咒語，即使有人死在裡面，只要修復身體的損傷就可以復活。但是，根據損傷情况復蘇的難易度也會有所不同，損傷程度嚴重的人（例如化為白骨）如果不是擅長魔法和復活術的的術士就不能復蘇。另外，為了補充喪失的損傷部位和血液等，還需要根據遺體損傷程度供應兩倍以上的卡路里，即生物的新鮮血肉，通常使用山羊和猪等動物。部分復活者（例如法琳）身上會出現用於復活術的生物的體徵。
屍體回收商
勇者在迷宮內死亡、未被亡靈附身的話，只需用復活法術就能復活；屍體回收商就是把這些屍體帶到安全的地方進行復活術，待冒險者醒來後從中索取佣金的角色（不過有時自己也會死於職業災害）。知悉一些如寶物蟲等不見得廣人所知的魔物情報，並視作相當寶貴的謀生工具。由於能夠獲得島主給予的補助金以及從冒險者身上索取佣金，為了利用更多屍體賺錢，一些惡質的屍體回收商會一路跟隨冒險者，希望他們能夠因為一些糾紛互相殘殺，或是採取激烈的措施，例如讓法師施放幻覺將冒險者彼此互相以為是魔物。但如果遭到冒險者識破就有可能被反殺。
剝金團
黃金之國的外牆上曾貼滿了黃金，有人因此成立將其剝下變賣的回收組織；隨著所有值錢的東西都被剝光、更加深入地下城內的風險大增，使得該行業沒落起來。
迷宫
故事中出现的魔法空间，分为自然生成和人工制造，后者为古代精灵和矮人为了获得异次元能量却意外引出恶魔而建造用于困住恶魔的建筑。建造人工迷宫需要存在迷宫主人来控制迷宫内魔力循环以维持存在。迷宫会根据人们的愿望而应愿，以使迷宫内的恶魔吸食这些愿望而膨胀，从而突破迷宫破坏外部的世界，因此精灵国家会监视迷宫的危险程度，进而派出特殊武装力量「金丝雀」进行压制迷宫。
| 島（） 迷宮之主：希斯路→瑪露希爾→萊歐斯 故事的主舞台，故事开始六年前被众人发现，由于自称是千年前早已灭亡的古老帝国黄金之国的国王出现，并许诺如果击败迷宫的主人可以赠予它一切后消失，吸引大量的冒險者进入探险。前身就是千年前早已灭亡的古老帝国黄金之国，由于原黄金之国的宫廷法师，因为先王遭暗杀而害怕其儿子会步其后尘而将王国迷宫化，而使用魔法让原本的居民与自己变得长生不老，并召唤大量魔兽守护迷宫和猎杀冒險者。该迷宫存在特殊能力，能让死亡的类人生物不会魂魄消散，从而通过治疗達到复活。由于迷宫的危险程度增大，吸引了精灵国家派出武装力量试图压制。 布德豎坑（） 迷宮之主：不明 矮人式迷宮。是直接向下挖掘的迷宮，由於冒險氛圍和地理位置不好，冒險者相當少，目前已經自然崩壞，可能是因為迷宮最深處與大海相連，如果在迷宮中側耳傾聽可以聽到海浪拍打的聲音，丟進豎坑裡的東西一定會漂流到卡卡布魯德港口 布魯德迷宮群（） 迷宮之主：不明(已戰敗) 矮人式迷宮。已被探索完畢，並在最後一任迷宮之主戰敗後徹底崩壞，目前被居民作為城鎮的一部分使用。 夜啼之塔（） 迷宮之主：不明 地精式迷宮。是座塔形的迷宮，之所以會取這個名字，是因為每當夜晚的風吹過塔壁上的空洞時就會發出像哭聲一樣的聲音。人們常看見長翅膀的魔物在迷宮周圍飛行。雖然目前已經是封鎖的狀態，但迷宮之主被認為可能還躲藏在迷宮的某處。 |

| 烏塔亞迷宮（） 迷宮之主：不明 精靈式迷宮。所在位置是喀布爾的故鄉烏塔亞。曾頻繁的更換迷宮之主，在古代戰爭後成長到最頂峰。位在迷宮隔壁的烏塔亞小鎮因為迷宮的受惠而繁榮，但就在15年前，迷宮中的魔物突然衝出地表襲擊周圍的小鎮和居民，導致了大量傷亡的慘劇，迷宮更因為膨脹過度無法控制，金絲雀為了避免災情繼續擴大並連同迷宮和周邊地區用結界覆蓋起來，目前仍然有魔法師在此地駐守。 龍之巢穴（） 迷宮之主：不明 精靈式迷宮。位於西方大陸的海邊。是相當少見的一個地形複雜的峽谷整個化為迷宮，在過去，這裡曾因為棲息了許多的龍而成為著名的秘境。但由於難以抵達、收入又少，加上龍過於強大，因此幾乎不會有冒險者想來探索。目前已經自然崩壞，魔力不再流動也導致了大型龍的消失，只剩下零星的小型龍棲息於此。 |

| 中央監視塔（） 迷宮之主：米希倫(前任) 精靈式迷宮。位置靠近西方精靈的首都旁邊。因長期沒有迷宮之主，人們曾認為早晚會自動崩壞。40年前，由於迷宮附近頻繁發生人口失蹤事件，金絲雀並指派了米斯倫去調查，但米斯倫卻因為對兄長強烈的憎恨和忌妒心，被山羊惡魔誘惑成為迷宮之主，而後山羊惡魔在米斯倫衰弱時趁隙吃掉他的慾望，讓他成為了半死不活的狀態。目前此地已經被封鎖。 |

金絲雀小隊
來自西方大陸，被派往各地調查和壓制迷宮的特殊部隊。正式名稱是「迷宮調查隊」。「金絲雀」只是同族對他們的昵稱，以「礦坑中的金絲雀」（canary in a coal mine）嘲笑這支部隊專門執行危險任務。全員都是精靈族，但有三分之二的成員是與古代魔法相關的罪犯，雙耳的下方被剪掉一角，剩下的則是兼任看守這些罪犯的名門貴族子女所構成，具備能够壓制普通冒險者無法應對的程度的魔物的知識、實力和經驗。
金絲雀這個名字真正的涵義是「礦坑裡的金絲雀」，也就是以前的礦業從業員在探索未知洞穴時必要的裝備之一，一隻放在籠子裡的金絲雀，一旦金絲雀在探索洞穴時突然異常躁動或死亡就必須立刻撤離，所以這個小隊是由看管的監守與罪犯構成的，亦是代表這小隊為監守者與其背後精靈族的未知地下城危險探測儀與有致命危險時犧牲的棄子。

### 世界觀
東方大陸
著名出身者：奇爾查克、先西、娜瑪莉、米克貝爾、戴阿、坦斯夫妻
位於故事主要舞台的東南邊，是最大的地精國家所在地。這裡居住了相當多矮人族和地精，但近年來來自北方大陸和東方群島的短壽種族大量湧入，人口正在迅速增長。
著名的迷宮為矮人式的「布多縱穴」和「布魯德迷宮群」，以及地精式的「夜哭之塔」。
西方大陸
著名出身者：喀布爾、小黑
位於故事主要舞台的西邊，是經歷古代戰爭留下最深創傷的地區。這裡有著許多魔物和破敗的迷宮，雖然面積很大但很少有可以居住的地方。大多數居民都是強壯的短壽種族和亞人。精靈文化在這裡有著强大的影響力。
南方大陸
著名出身者：霍爾姆
位於故事主要舞台的西南方，是最大的矮人都市所在地。矮人族的國家通常是向下建造而不是向外建造，而且最內層非常深。戰爭頻繁爆發，邊境爭端永無止境。
北方大陸
著名出身者：萊歐斯、法琳、瑪露西爾、鈴夏
位於故事主要舞台的北邊，北方大陸非常寒冷，整座島有一半以上的地方被無盡的雪所覆蓋。大多數居民都是短壽種族，尤其是長身人男性，但人口一開始就不多。 受到地精文化的强烈影響。
北中央大陸
著名出身者：金絲雀小隊
位於故事主要舞台的西北邊，是由精靈女王統治的最大國家所在地。來自這個大陸的大多數精靈都被稱為「西方精靈」。
著名的迷宮為精靈式的「中央監視塔」。
南中央大陸
位於故事主要舞台的西北邊，是僅次於北中央大陸的第二大精靈國家，但入境的移民比北中央大陸還要多，儘管這兩方有結盟關係卻相當不和睦。
東方群島
著名出身者：修洛、莞苞
位於故事主要舞台的東南方海域，由許多島嶼組成。島嶼上居住著短壽種族，由於簽訂了契約，很長一段時間沒有長壽種族的干涉，因此古代戰爭時造成的影響不大，也幾乎沒有遇到魔物或迷宮的麻煩，但長身人之間的衝突不斷，經常發生內戰。東方群島的食物很大程度上類似於傳統的日本料理，是以米飯配上烤魚、醃菜和味噌湯等菜餚為基礎的餐點。

### 種族

#### 人種
| 長身人/長腳（） 著名角色：萊歐斯、法琳、喀布爾、修洛、迪爾加路 即現實中的人類。平均壽命是60歲，成年是16歲。與其他人種比較身材較為修長，是僅次於食人魔第二高的種族。長身人是種族中數量最多的，約占世界人口的三分之一，並且人口還正在爆炸式增長，長壽的種族將他們視為一種威脅。當長身人與食人魔或半身人生下孩子時，這些孩子可以留下後代，也能和精靈結合育有後裔。也因此長身族的人口在包括西部大陸、東部群島和北部大陸在內的大範圍內大幅擴張自己的領土。目前孤島上的主要統治者。作為冒險家，長身人男性雖有身高和體型的優勢但被認為是最不起眼的種族，被貼上「這樣身型的種族看起來弱不禁風」的貶義標籤。他們使用一系列不同的戰鬥風格和武器，對魔法有一定程度的適應性，其中亦有佼佼者。由於東方島嶼統一稱呼「人類」，又有更加高大的食人魔，因此對於其他地區稱他們為「長身人」感到無法理解。 另外，作品中提及的傳說中的種族山怪巨魔（Troll），其實是半身人看到的長身人高大的特徵後作為嚇唬小孩子誇大出來的東西。原本「Troll」這個單詞本身在半身人的語言中，意思就是「長身人」（Tall-men）。 半身人/半腳（） 著名角色：奇爾查克、米克貝爾 身形不超過100公分的類人種族，以童顏、手腳輕巧，聽力極佳聞名。平均壽命是50歲，成年則是14歲。半身人的耳朵比長身人的還要來的更厚更大，在他們的觀念裡耳朵越厚就意味著頭腦越聰明。具有敏感的感官能力以及靈巧手指。在迷宮中通常負責通過探測和解除陷阱以及打開鎖來維持團隊的生存。但某些情况下，他們在對付魅魔或美人魚時會被利用作誘餌。雖然不知最高年齡可達幾歲，但可以長時間保持年輕幼齡的外表。不清楚半身人族的人往往會誤以為他們是長身人或矮人族的小孩。因此，也會被其他種族稱為「小人」或「孩子」。 半身人的姓名是由名字、姓氏和父親的名字尾加上「斯」（S）或「茲」（Z）所組成。例如，奇爾查克的名字是「奇爾」，姓氏是「查克」，他的父親的名字是「蒂姆斯」(Tim+s)。因此，他的女兒們名字和姓氏的後面很可能是「奇爾斯」或「奇爾茲」，只有與個人關係密切的人才能單獨使用自己的名字來稱呼她們。 由於體型嬌小無法揮舞較重的劍和盾，加上對魔法適應力是僅次於矮人第二差的種族，讓半身人在戰鬥上處於很大的劣勢。他們中的大多數人選擇留在自己的領土，只有那些有著强烈願望在世界上向上發展的人才會去其他地區。因此，在其他種族中形成了一種偏見，誤以為他們是個性普遍卑鄙、貪財，十足的投機主義者，甚至有「因為偷竊被砍掉一隻腳才會造就如此身型」的不實傳言。 |

| 精靈族（） 著名角色：瑪露希爾、希斯路、金絲雀小隊 住在大陸的古老種族。平均壽命400歲或500歲，成年則是80歲。精靈是一個類人種族，以一對尖耳朵和輕巧的體型而聞名，耳朵越尖的越是漂亮，有時會被其他種族稱為「長耳」，半精靈族的耳朵則比純血的要圓潤。精靈族不分男女幾乎外貌都很美型。雖然壽命是長身人的五倍，但出生率極低，人口也正在逐步下降。長壽、充滿神秘感，也是最擅長魔法的種族。他們擁有所有種族中最高的魔法能量，能使用各種各樣的魔法，經常在團隊中扮演攻擊者或治療者的角色。然而與精靈族一同行動的冒險者可說是非常的稀少，這可能是因為他們的壽命太長的緣故，通常對於時間流逝與壽命較短的種族的看法截然不同，這也使得外界認為他們的性格高傲自負看不起短命的種族，另一方面，由於精靈的形式隱秘，對他們的魔法秘密有著難以置信的保護。有些時候，其他種族的人會在得知精靈的秘密後就莫名消失了。因此他們往往與其他種族相處得不太好，尤其是半獸人族。 大多數精靈生活在中北部和中南部大陸。他們是由一個372歲的精靈女王統治的絕對君主制國家，位於中大陸北部。精靈族的貴族的名字特別醒目。他們的名字後面跟的不是姓氏，而是他們家族名字。 矮人族（） 著名角色：先西、娜瑪莉、戴阿 與精靈、地精同樣古老，同時僅次於他們的第三長壽的種族，平均壽命是150歲至200歲，成年則是40歲。年齡是短壽種族的2.5倍。身高比半身人高一些，以挖坑、金屬工藝、武器鍛造聞名於世。身材粗壯，力量遠超過其他種族，能輕鬆地揮舞重劍和盾牌，還擁有優秀的夜視能力和爆發力，但缺點是缺乏耐力，容易在長時間的戰鬥中出現身體疲乏的問題，這也是為什麼矮人族的冒險者都會身著穿著輕甲，或是一有機會就坐下來休息，此外，矮人族耳朵的三半規管極其敏感，在遇到魔法傳送時後會感到頭暈噁心，是對魔法的適應性最低的種族。 矮人族的社會地位和等級在出生時就已經被决定，十分重視團結性，也因此，如果一個矮人族偏離了社會，他們不會得到任何同情，還會被社會上的其他矮人族同胞排擠，承受著無法找到工作、租房或購買任何東西等等的後果。此外，他們雖然有屬於自己的國家，卻不像金絲雀小隊那樣有固定的組織，因此地方社會的頭領基本都不會去理會來自王國的請求。 許多矮人的名字都與金屬或寶石有關。此外，他們是以出生的地區作為自己的姓氏。例如「伊茲甘達的先西」、「卡卡布魯德的娜瑪莉」、「薩弟勒的戴阿」。 被半獸人稱作「地底人」。矮人族的體毛分泌十分旺盛，在一些較為鄉下的地區甚至會出現長鬍鬚的女性。 地精/諾姆（） 著名角色：衣櫃夫妻、霍爾姆 長壽種族之一。平均壽命是240歲，成年則是40歲。外表很像矮人，不過更加纖細、手腳更大，耳朵比較高。與精靈族一樣有著自己的魔法體系，他們擅長的領域是復活術和神靈的使役。自古以來和神明、元素精靈共生共存，與矮人的文化和生活相近，在矮人和精靈的戰爭中站在矮人一方。這很可能是因為地經和精靈對元素精靈的看法不同，地精把元素精靈視為神聖之物，而精靈把元素精靈看作是自然現象。地精會拜託元素精靈借用力量來為他們服務，就好像他們是鄰居一樣。對於同樣使用元素精靈卻是用強迫方式使役的精靈族，則認為他們的做法十分野蠻，由於雙方認為自己使用元素精靈的管道是「正確的」。因此地精和精靈族的關係同樣特別惡劣。地精同時也精通各種種族的文字並進行解讀。也因此能夠勝任魔法道具開發專家、工程師、學者等多個職位。地精常見的裝備是紅高帽和長袍，但擁有復活術的地精能夠穿著扁帽和宗教長袍。和矮人、長身人也能繁衍後代。 |

| 人類和亞人的差別在骨骼數量的差異。在東方群島將人類以外的人種視為亞人。 半獸人/歐克（） 著名角色：祖恩、莉多 平均壽命是55歲，成年則是14歲。性格兇殘粗暴，他們是半人類種族，似乎介於人類和野豬型怪物之間，有猪的特徵，比如鼻子和獠牙，他們的身上長滿了又短又硬的頭髮，體格龐大但脂肪很低的肌肉身材。脚趾數量與長身人男性不同。被認為是人類和豬型魔物混合誕生的亞人種。似乎是用氣味來識別人。童年時的半獸人像野豬崽一樣很可愛，長大後毛髮會漸漸稀薄。與長身人不同，對於精靈族評價是「野蠻」和「醜陋」。半獸人的社會有著嚴格的等級制度，習慣在他們的皮膚下嵌入怪物的骨頭碎片，這些骨頭與頭部融為一體後看起來很像鬼的角。用於顯示等級制度中的地位，擁有越多角的半獸人就越强大、越有影響力，此外，半獸人是一夫多妻制，等級决定了他們妻子的數量。 狗頭人/寇伯（） 著名角色：小黑 被認為是人類和狗型魔物混合誕生的亞人種。平均壽命是55歲，成年則是13歲。有狗一樣的靈敏嗅覺，能用味道分辨同伴、靠殘留的氣味判斷種族。對毒有強大的抗性，吃腐爛的食物也安然無恙。由於聲帶構造緣故不擅長共通語發音，也因此不擅長與其他種族溝通。是非常兇殘好戰的種族，一旦察覺到危險就會露出獠牙攻擊敵人。遇到噪音跟血味則會失去理智了，不戰到另一方陣亡絕對不會善罷甘休，也因此成為了人口販子的目標，狗頭人通常都被賣到競技場成為拳擊手，下場往往不會太好。生存能力強悍，大部分居住在人煙稀少的地方。喀布爾的出生地烏塔亞附近有一個狗頭人的小小居住地，因此他也精通一點點狗頭人的語言。 獸人（） 著名角色：莞苞、黎希恩 是利用古代魔法將人類與野獸的靈魂融合創造出來的人工製野獸。有虎人、熊人、狼人、鼠人等。最初作為士兵使用，現在則大多用在競技場上作為拳擊手供人觀賞。 獸人的種類 \| 熊人（） 競技場上最受歡迎的王者。對象都是較為巨大粗壯的人，因此只有少數有天賦的人才能夠擔任，能見到熊人出現在競技場是非常難得的。其粗壯的體格會對對手的身體造成巨大的傷害，甚至能夠一掌擊碎下顎，但缺點是身體負擔太大，所以很早就會引退。 虎人（） 競技場上最受歡迎的拳擊手。對象都是較為高大的人，華麗又強大，但不像熊人擁有壯碩的體格，戰鬥方面需要很多技巧。由於採用了貓科動物的特徵，它們變得不合群且喜怒無常。因為這些傾向，虎人不常被使用。由於他們的驕傲，成為虎人可能會讓人筋疲力盡。 狼人（） 好入手、身體條件要求不高，加上術後對體質和性格影響不大，是在競技場上最常見到的人工獸人。幾乎每個競技場都會有一個稱號「阿爾法」的強壯狼人。狼人即使沒有被改造，他們也傾向於與其他類似的人進行社交。可能是因為它們採用了犬科動物的特徵。 鼠人（） 由於所有種族中只有半身人能夠適應鼠人的身型，因此成為的鼠人100%都是半身人，身型嬌小靈敏，雖然比一般半身人稍微強了點，但不適用於戰鬥，在競技場都是作為負責招待客人用。 \| |
| 熊人（） 競技場上最受歡迎的王者。對象都是較為巨大粗壯的人，因此只有少數有天賦的人才能夠擔任，能見到熊人出現在競技場是非常難得的。其粗壯的體格會對對手的身體造成巨大的傷害，甚至能夠一掌擊碎下顎，但缺點是身體負擔太大，所以很早就會引退。 虎人（） 競技場上最受歡迎的拳擊手。對象都是較為高大的人，華麗又強大，但不像熊人擁有壯碩的體格，戰鬥方面需要很多技巧。由於採用了貓科動物的特徵，它們變得不合群且喜怒無常。因為這些傾向，虎人不常被使用。由於他們的驕傲，成為虎人可能會讓人筋疲力盡。 狼人（） 好入手、身體條件要求不高，加上術後對體質和性格影響不大，是在競技場上最常見到的人工獸人。幾乎每個競技場都會有一個稱號「阿爾法」的強壯狼人。狼人即使沒有被改造，他們也傾向於與其他類似的人進行社交。可能是因為它們採用了犬科動物的特徵。 鼠人（） 由於所有種族中只有半身人能夠適應鼠人的身型，因此成為的鼠人100%都是半身人，身型嬌小靈敏，雖然比一般半身人稍微強了點，但不適用於戰鬥，在競技場都是作為負責招待客人用。 |

食人魔
著名角色：犬蓼
食人魔是一種人形種族，其特徵是前額突出的兩個短角、異常龐大的體型以及如同惡鬼般的犬齒。平均壽命是58歲，成年則是15歲。擁有怪力、就算是女性體型也比長身人男性高大。以怪力為武器戰鬥。食人魔通常只能生活在東部群島的島嶼上或西部大陸北端的小定居點。過去原本有著相當繁盛的時期，但是與世隔絕、天生胃口大的特質卻讓他們經常面臨食物短缺的問題，加上由於體重太重無法騎馬，使他們很難遷移到不同的地區。現在食人魔是不到世界種族人口5%的半瀕危種族。在東方群島上也只剩下少數部落。而其他種族也普遍存在一種誤解，認為食人魔的角和犬齒是他們它們的力量根源，去除這些就會使他們變得虛弱，出於這個原因，有許多食人魔會為了融入其他種族的社會而故意摘除他們的角和犬齒。
由於力大無窮，食人魔通常會被一些當權者買來當作部下，或者是長身人炫耀自身武力用的沙包。
|}

### 作中提及的奇幻生物
究竟是地上生物受到魔法影響產生變異，抑或是來自魔界的生物，勇者對於這些魔物的起源仍是一知半解。部分的魔物有被帶到地表上養殖，不過味道及口感皆不及野生的魔物；就先西所言，越深層的魔物越美味。
迷宮第一層
迷宮的最上層。曾經是附近梅裏尼村的墓地，迷宮的發現使這裡擠滿了大量的商人和冒險家。有賣手稿和熏香的小販，還有小吃攤，以及一個亞人奴隸市場。
| 走路菇（） 相當初階的魔物（對冒險者和料理烹飪皆是），有為數相當的品種。萊歐斯一行人重返迷宮的第一道料理的食材。其大小、形狀、能力和風味差異很大。它們有著蘑菇的外觀，但是用雙腳行走，最常遇到的走路菇大小大約是長身人的四分之一。然而，在迷宮成長到某個階段就會變得非常巨大，能從脚上伸出細絲，將自己固定在地迷宮中，並釋放出蘑菇孢子，吸入蘑菇孢子的生物會喪失能力變成僵屍般的狀態。另一個變體似乎是更大版本的調換兒。由於很容易受到環境的影響，他們的總體外觀很好地反映了他們所在的迷宮是什麼樣子。 大蠍子（） 巨大的蠍子。會用鉗子夾住獵物後再用尾巴的毒刺使獵物無法反抗，只要留心鉗子就沒有什麼威脅。萊歐斯用抓螃蟹的要訣將其抓住，只要去掉有毒的尾巴就可食用。 史萊姆（） 大多數的史萊姆都是寄生而非侵略性生物，感知到獵物的氣息過於強烈變會展開攻擊。和一般的生物相同，都具有腦、消化系統等臟器；換言之，可以把它想成是將消化液包裹自己內臟的生物。 |

迷宮第二層
長滿了高大的樹木和塔樓，由木橋連接。據學者推測，該地區是被狂亂魔術師封起來的黃金之國城堡的頂部。棲息在此地的大多都是植物型魔物。
| 食人植物（） 以自身生長的美味果實來引誘獵物靠近的植物群的總稱。食人植物是俗稱，也有將動物抓住後變成自身肥料、和在皮膚下注入種子寄生的類型。看起來像非常巨大植物，但它們的結構和外觀差異很大，可能是因為捕捉和捕食獵物的管道不同。有些像豬籠草，而另一些像有牙齒的花。 巴拉塞利亞（） 堆肥型植物，通常會沿著有動物足跡的山路生長，並透過使用黏液來捕捉跑過它的小動物，當接觸到黏液時，植物會將其捲起來。它的藤蔓力量強大，足以折斷骨頭。但缺乏消化獵物的能力，而是自己製造堆肥。 影尾（） 寄生型植物。以藤蔓固定住獵物但不會殺死或放走，而是將種子寄生在獵物的皮膚下。 貝坦（） 寄生型植物。依賴附近的其他植物將營養物質釋放到地下。 迷亞櫟（） 誘餌型植物，會使用自己的莖或是捕獲到的小動物作為吸引獵物的誘餌。 巴西利斯克（） 長有雞和蛇的兩部分的魔物，雖然蛇的部分看似是尾巴，但是有學者認為蛇部分才是巴西利斯克的頭部，因為如果雞頭被砍掉，帶有蛇頭的部分會活得更長。頭和尾之間的分界線是一個爭論點。巴西利斯克的爪子後面有刺，裡面藏有致命的毒液。它們的蛋是豆狀的，看起來像蛇的蛋，每兩到三天下一次蛋，這些蛋似乎只有蛋黃沒有蛋白。從蛋中孵化出來後看起來很像有小蛇尾的雛雞。與雞蛇有親戚關係。 曼德拉草（） 根部形似人形的植物。在拔出時會發出只要直接聽到就會令人精神錯亂的叫聲，曼德拉草是能食用的，可以用於各種食譜中。它們的頭是最有營養最美味的部分。瑪露希爾本想用學校教授、用狗將其拔出的古典方式獲取，先西則用在其喊叫前就先去掉頭部的手法獲得。事後做成料理時發現用古典方式獲取的種類比較美味。 大蝙蝠（） 巨大的蝙蝠。有著和人類體型相當，甚至更大的身體。它們往往成群地生活在挖空的樹上。通過尋找鳥糞的存在可以找到它們的棲息地。如果它們的樹受到攻擊就會飛出去。大蝙蝠的可食用部分很少，但牠的肉可作為炸天婦羅。 移動鎧甲（） 通常為成群出現，移動方式不明。冒險者推測可能是暗中有法術高強的法師所操控。萊歐斯在和行為異常狂暴的一具高階鎧甲戰鬥後，發現被視為單一個體的它們，其實是一種軟體動物的集合體；而集體異常化是因為他們剛好碰到鎧甲們的繁殖期。 |

迷宮第三層
黃金之國城堡的入口，現在已經發黴，滿是灰塵。現在也成為先西的大本營。這層樓裏的大多數魔物都是幽靈、不死的喪屍和骷髏怪。同行冒險家和喪屍的腳步聲容易混雜在一起讓人難以辨別。整層樓都有翼獅子頭形狀的噴泉。在比較繁忙的地區也有廁所，這些廁所已經由先西維護了很多年。
| 惡靈（） 是被困在地牢裏的亡靈。會尋找最近死去的屍體或是攻擊冒險家試圖佔領他們的身體，在用聖水驅除之時意外發現可以當作冷卻劑，裝在瓶中的聖水冰凍成為雪葩。這些鬼魂原本為曾試圖擺脫不老不死的詛咒而逃離村莊的黃金之國居民，不幸的是他們沒有成功反而失去了肉身，慢慢忘記了自己曾經是誰。 喪屍（） 死後被鬼魂附身的冒險者。看起來像一具腐爛的屍體。 骷髏（） 喪屍腐爛後所遺留下來的骨頭。因為腳步聲與喪屍和生物的腳步聲不同，如果一個人的聽力很好，就可以避免與其有不必要的接觸。當骷髏最終變成塵土時，惡靈會再次在迷宮中遊蕩。 活畫（） 儘管活畫被歸為魔物一類，但它們實際上是一種幻覺咒語，乍一看是普通的畫作，但其中描繪的影像是可以移動的。如果人們走得太近，活畫會把他們拉到他們描繪的畫面中，所以建議保持謹慎的距離。 當進入畫中時，可以與所有描繪的人和物體互動，就好像這是真實的世界一樣。 包括畫中的食物聞起來和嘗起來都像真正的食物，但只是觀感上的享受，沒有營養價值，一旦有人試圖把畫中的食物帶出活畫便會完全消失。被吸入活畫後的存活率尚不清楚，但與活畫相關的死亡前三大原因通常都是是饑餓、自殺和發瘋。而在活畫上亂塗亂畫的畫也會被賦予的生命。 寶箱怪（） 成體會藏在寶箱等箱子中、外觀似寄居蟹的魔物。成長史基本上和寄居蟹相差無幾。很難由外觀來辨別其與真正的寶箱之間的差異，只能由習性來判斷；多躲藏在不怎麼顯眼但又不會太過偏僻的角落。 寶物蟲為其天敵，發現目標後會在藏有成體的箱子中產卵。孵化後的幼蟲便以之為食、待其啃食殆盡後直接偽裝成裝滿寶物的箱子，等待下個倒楣的冒險者拿走。 寶物蟲（） 為形態類似寶物的昆蟲魔物的總稱，常常參雜在真的寶物中魚目混珠。主角一行人碰到的有鞘翅目外觀的寶石型（包含戒指外型和皇冠狀的巢及其幼蟲）、硬幣型、珍珠項鍊外觀的蜈蚣型等。若保存得當的話，寶石型的標本其實在收藏界相當值錢。 巨魔像（） 地下三層僅剩三隻的魔法生物，目前由先西「照顧」並分別被取名為「太郎」、「次郎」和「三郎」。 先西利用它们来种植蔬菜，在取出內部的核心、使其無力化後，採收背後的作物，最後再種上新的種子、施肥、恢復原狀。和蔬菜之間維持著一種微妙的互利共生關係。曾一度被用在日常生活中，但因編寫核心的紀錄資料時出错导致失控而被禁用。 |

迷宮第四層
地面是一個由城堡和地下湖泊組成的洞穴。湖水因為吸收了神奇的能量而發出微弱的光芒。棲息在此地的大多都是水棲型魔物。
| 水棲馬（） 外型類似馬，但顏色為藍綠色，有著長滿海帶的鬃毛，一條魚尾巴和非常鋒利的牙齒。就習性而言更像是水馬。主要生活在水生環境中，但能夠浮出水面尋找獵物。外表和善，在陸地上對人表現得非常友好，會假意讓讓獵物乘坐在在自己的背上載他們渡河，再溺死並將其吃掉。雖為雜食性魔物，但由於某種原因拒絕吃肝臟。水棲馬的內臟使他們能夠在水面上漂浮，因此內臟可做成浮袋，身上的油脂可做成肥皂。 刃魚（） 類似於飛魚，不同之處在於身體兩側的鰭是鋒利的彎曲刀片。是第四層最弱的魔物之一，位於食物鏈的底層。會成群結隊跳出水面攻擊冒險者。使用強力的咒語或劍擊就足以擊倒。牠們也是人魚以及的美人魚的食物來源。 魚人 魚類型亞人的一種，會將卵產在頭上附生的藻類中。以魚叉攻擊入侵者。會產下大批的卵，但由於敵人、掠食者（例如人魚）等的影響，僅有個體少數能存活至成年。 人魚（，聲：早見沙織） 水棲哺乳類亞人的一種，上半身是人型的女性，下半身是魚尾。人魚會用歌聲引誘受害者，將其拖入水中，也會食用魚人的幼崽，但是無法迷惑耳聾或用物品堵住耳朵的對象。應對方式是及時發出聲響喚醒被迷惑的對象，仿效人魚歌唱可將其氣走，航海者與冒險隊伍則會雇用感官敏銳的半身人以偵查人魚的動向。 克拉肯（） 被認為是第四層的頂級捕食者，他們會攻擊並吃掉冒險家和其他中型魔物，例如魚人。克拉肯人的皮膚很厚難切開。此外，它們的身體也受到皮膚下軟骨層的保護，使它們相對不受物理和魔法攻擊。然而眼睛之間的區域卻很脆弱，可以很容易地被瞄準的攻擊或咒語派遣到那裡。其味苦澀而不宜食用。 寄生蟲（） 克拉肯體內的巨大寄生蟲。寄生在大型水生怪物身上，通常情况下，它們會滿足於寄生在宿主身上。如果宿主死亡，它們可能會試圖跳出來攻擊附近的宿主。但非常弱小，很容易被目標明確的擊殺。口部类似七鳃鳗，料理方法和味道也同鳗鱼一样。經過清洗和烹飪後可以食用。但因為本身可能有寄生蟲因此不宜生吃。 大海蛇（） 外型為一條帶有魚鰭的藍色大蛇。其毒液足以使鯨魚失去知覺。任何被咬的人都會立即死於中毒，現時還沒有已知的抗蛇毒血清。然而，只有狗頭人對毒有很強的抵抗力，能在被咬到後存活下來。 常春藤觸手（） 類似於植物的根或藤蔓。呈淺棕色，沒有斑點，通常直徑約 5公分，長20公尺。外觀千差萬別，有不同的顏色、形狀和大小，屬於刺絲胞生物，生長在任何有開放空間的地方，主要食物來源是漂浮在空中的元素精靈，一受到刺激就會伸出觸手並抓住獵物。一旦接觸到觸手，毒刺就會射出毒刺麻痺導致受害者癱瘓，讓皮膚上留下可怕的傷痕。甚至可以輕易刺穿盔甲。瞄準觸手的主體攻擊或是在它們身上澆醋可以解除毒刺的束縛。此外，巨型青蛙對它們的毒刺很有抗性，所以唯一的解決辦法是用青蛙的皮膚作為保護裝備以避免受傷。如果小心去皮的話其實可以生吃，它們質地粘稠有點像香蕉。根據萊歐斯的說法，如果縱向切成四分之一，每四分之一都會有各種不同的味道。 水元素（） 水精靈的群體，它們能夠完全偽裝在水中，因此很難被發現。然而，如果它們吸收了任何有色液體（如血液），就可以被檢測到，如果被激怒，他們會發動激烈的攻擊，向敵人發射子彈狀，威力足以在石牆上打一個洞的水鐵炮。當這種情況發生時，一種選擇是等待憤怒的靈魂死去，並被新的靈魂取代，但必須要等待一星期。對一般的物理攻擊免疫，但怕熱，含有豐富魔力。 大青蛙（） 基本上就是青蛙的大型版，喜歡用長舌把對象的武器捲走。 巨大的青蛙。有著和人類體型相當，甚至更大的身體。皮膚可阻擋觸手的毒。 |

迷宮第五層
黃金之國城堡的出口和入口，是昔日輝煌的證據。因為迷宮清道夫的緣故，迷宮的磚瓦在被破壞之後往往會神奇地重新排列，使冒險者變得容易在此地迷失。這裡同時也是半獸人原本的居住地，但紅龍的出現使得他們不得不轉移陣地。
| 紅龍（） 被狂亂魔術師作為手下所使役，噴火龍，魔法在其胃中完全無效，為主角隊伍在開頭挑戰的高等魔物。原先是握有打敗牠的勝算；不過由於先前的種種失誤，使得公會面臨滅團危機。萊歐斯推測紅龍在吞食法琳後會進入相當長的休眠期，進而估計將法琳完全消化的時間為三十天；根據獸人族所說，原應處於休眠狀態的紅龍異常活動、迫使其族人搬遷到較淺的地層。后来被萊歐斯等人打败，只取回法琳的骨骸，而肉身被被萊歐斯和先西當作是肉排的高等食材，在瑪露希爾使用上古魔法（被禁的黑魔法）復活法琳時，瑪露希爾將紅龍的血肉作為構成法琳肉體的材料，並成功復活法琳。 魔狼（） 外型像熊一樣的大型狗。耳朵與頭部相比相當小。它們有鋒利的牙齒，包括一對從下顎向上彎曲的牙齒。聰明而兇猛，通常成群結隊地行動，不懼怕比自己還大的怪物，甚至偶爾會攻擊龍。與半獸人為合作夥伴而非主從關係，半獸人在殺死冒險者後為了不讓他們成功復活，會將屍體丟給魔狼當作飼料。魔狼的皮毛非常柔軟，摸起來很像天鵝絨。 哈耳庇厄（） 似於人類大小的鳥類，具有女性人類的軀幹和頭部。目前尚不清楚它們是否是單一性別物種，或者是否存在雄性。哈耳庇厄會合作狩獵，用爪子猛撲冒險者。但老練的冒險者仍然能夠毫不費力地擊敗牠們。屬於卵生，蛋是可以食用的。因為與人類的相似性，食用哈耳庇厄的肉會帶來道德觀感的不良影響。哈耳庇厄會在生物進食時，於周圍施放惡臭的糞便，導致部分生物因為受不了而放棄用餐離去，哈耳庇厄就會趁機接收牠們所遺棄的食物。哈耳庇厄是擁有強烈母性本能的魔物，吃飽後會回到巢裡，然後把吃過的食物吐出來哺育雛鳥。哈耳庇厄利用胸口沒有羽毛的部分抱雛鳥和蛋，在養育孩子的期間幾乎不吃不喝，並且因為會吃掉雛鳥的糞便，所以巢穴總是非常乾淨。 樹精（） 外觀看起來像裸體的男人和女人，還沒成熟的樹精則看起來像一個手掌大小的花蕾。樹精是單性花，雄花為女性，雌花為男性。有著齊肩長的「頭髮」和一個通過藤蔓連接在母樹上的樹冠。然而，這種類似人類的外表只是外在的，內部似乎是由纖維製成，它們的頭從莖上長下來，一旦砍掉雄花的頭，內部的花粉就會大量飄散，導致吸入花粉的人產生喪失能力的過敏反應，症狀包括嚴重的流淚、瘙癢和呼吸困難。樹精能透過接吻來受粉，將花粉從雄花轉移到雌花。一旦被花粉受精，「頭髮」和「身體」的其他部分就會死亡，留下的「頭」就會變成果實。 通過藤蔓附著在樹上。樹精的果實看起來很像南瓜，有不同的面部表情。它們有相當厚的外殼，可以很容易地用斧頭切開。如果樹精意識到果實處於危險之中，沒有授粉的雄花和雌花就會將手臂變成鋒利的植物纖維，化作武器攻擊入侵者。樹精的果實和花蕾都可食用。果實嘗起來甜而有花香味，而花蕾有一股好聞和嘗起來苦澀的味道。花蕾在採摘後的一兩天內就會變質，因此必須儘快烹調。 雞蛇/克卡多利斯（） 又稱「冷酷的石毒」。外表類似巴西利斯克，但大約是它的兩倍大。外形就像一隻以蛇為尾的公雞，其中蛇的部分是身体，雞的部分是尾巴。蛇的一側有毒牙。 它們的毒液會導致石化。和巴西利斯克一樣，蛇的那一側能利用蝮蛇頰窩器官測得生物的熱能。雞的一面很可能取決於視覺。如果被雞蛇的毒牙咬傷，受害者應該坐下來，將膝蓋和手臂收起來，用手捂住耳朵，閉上嘴。 使自己處於一個安全穩定的位置，即使在石化的情况下也能減少身體各部分斷裂的可能性。雞蛇的毒其實是一種詛咒，根據對魔法抗性的不同，石化能夠用自然恢復的方式解除，但可能需要很長時間，長身人男性在石化後可能得花上半年到十年的時間才能恢復，然而，那些具有高魔法抵抗力的人例如精靈會恢復得更快。另一種治療是可以通過草藥或施法進行。 迷宮清道夫（） 外型如同指甲般大小的蛞蝓。會像螞蟻一樣在小徑上移動。牠們的分泌物能夠防止火災蔓延和任何受損結構的進一步坍塌，並修復所述損壞，直到該地區恢復到以前的狀態。雖然清道夫的分泌物無毒無害可以食用，但味道吃起來很像泥土。 |

迷宮第六層
利用矮人的採礦隧道建造的地下水道。據說這個樓層的大多數魔物幾乎都會使用幻術。曾經是又熱又溼的地區，但現在卻變成了極寒地帶。
| 變形者（） 外型類似有多條尾巴的白色大狗，它的外觀帶有狸貓和狐狸的特徵，這兩種動物都是出自日本民間傳說中具有變形能力的妖怪。當出現在附近時周邊會下起暴雪、起風或霧。並透過閱讀周圍人的想法，用樹葉製造幻覺以此為基礎模仿他們親近的東西或人。無論是聲音還是外貌都能以假亂真。然而，當「讀取對象」對「模仿的對象」的瞭解有差距時，變形者製造出的對表外表也會有差距。雖然智力低於人類，但似乎能夠利用他們的讀心能力參與對話。變形者的性格膽小不敢正面攻擊，於是會趁著獵物與製造的分身因為爭執造成疲勞和空隙時吃掉他們。在童話故事中，大蒜或羅望子被認為能夠用來防禦變形者，然而面對於野獸外型的變形者時，建議使用狩獵戰術來對付比較有效。 夢魘（） 又名「蜃」。外型類似貝類但實際上是龍的一種。夢魘躲在枕頭裏抓住睡著的人，他們特別喜歡有情感創傷的人，並會加劇這種記憶導致噩夢。如果一直仍然被困在夢中，最終會逐漸變得衰弱甚至死亡。 如果強迫做噩夢的人清醒會造成精神損傷。打敗夢魘的方法把受害者的身體當作枕頭入睡進入夢境當中，然後保護受害者的情感創傷。然而，這舉動可能非常危險，只有專家才能嘗試。和一般的軟體動物一樣，如果將夢魘短時間放入熱水中，它們會吐出體內的污垢。如果煮沸，煮熟的夢魘產生的蒸氣會將作夢者所經歷的夢境化為海市蜃樓顯現。 冰巨魔像（） 先西在製造新的巨魔像菜園時不小心讓其中一個巨魔像的傀儡核心掉進了下水道，最終核心流到了迷宮第六層成為冰巨魔像。就像一般巨魔像一樣由核心控制移動。 恐狼（） 有著淺色皮毛的狼，比長身人還要巨大。會成群狩獵。喜歡捕食綿羊草。 植物羊（） 生長在植物上的羊，成熟的植物羊看起來很像從植物的中央莖中發芽的綿羊，莖上有蕨類植物般的葉子。羊的部分實際上是植物完全成熟的果實。果實的內部結構可以與植物的內部結構進行比較。這種果實的內部結構可以與綿羊相比，只是「內臟」融合在一起，「骨頭」異常柔軟。 未成熟的植物羊外表看起來像是個有光澤的桃子。切開後可以看到果實有一層厚厚的果皮，裡面含有一些看起來很像綿羊胎兒或羔羊的東西，並滲出黑色的汁液。仍然可以獲得類似的「肉」。味道被形容为像螃蟹。雖然植物羊不會攻擊人，但由於吸引其他追求果實的食肉魔物。因此在接近必須小心。 石像鬼 石像鬼是會移動的石像。有著如同牛或山羊一樣的頭，人形身體和蝙蝠的翅膀。能夠飛行。會俯衝過來投擲武器給敵人造成傷害。此外牠們相當靈活，會透過飛出範圍來避免攻擊。雖然因為身體和武器是石頭做的防禦力很高，但是仍然可以透過爆炸法術輕鬆消滅。 獅鷲（） 上半身是鷹下半身是獅的猛獸，擁有鋒利的喙和爪子，強壯的翅膀，以及高機動性又靈活的身體。肉質狂野和粗獷。 鷹馬（） 上半身是鷹下半身是馬，為獅鷟和馬的混種，經常被誤認是獅鷟。後腿蹄子的踢擊能夠給敵人造成致命傷害。但與獅鷲不同，鷹馬喜歡的食物是水果和甜食，因此不是很常狩獵。它們會追逐擁有馬的隊伍，可能是出於好奇或交配的慾望。 變身菇（） 外觀看起來像是從地上長出來的平頂牡蠣蘑菇，高度各有不同，通常會組成仙女環狀。它們散發的孢子可以改變進入環中的任何東西的物理性質。變異體能將進入含有環中的生物和非生物轉變為密切相關的物種或物體。例如將類人變成其他人種。另一方面，非生命物體的變化發生得更快，也會變成結構相似的物體。 對於生物來說，變身菇的變異孢子引起的身體變化可能會導致受害者出現高燒和類似食物中毒的全身疾病。如果不加以治療，受害者身上就會長滿變身菇，導致他們逐漸失去自我。變身菇利用它們改變生物的能力作為生長媒介，被變身的生物會因其不同的外表而被自己的同伴排斥，最終死亡成為變身菇的新仙女環溫床。 奇爾查克提到，對於治療變成巨魔的孩子有很多民間療法，包括用火焰燒死他們或喝一整桶水，但人們得出的結論是，這些只是在折磨孩子。相反，簡單地洗掉孢子似乎會讓改變後的個體在一段時間後恢復到自然狀態。也可以製作一種藥膏來治療這種疾病，方法是在施法的同時，將變色鰓、巨蛙皮、曼陀羅根、清酒和奶油一起輕輕燉煮。 |

迷宮第七層
屬於迷宮的最深處，一個古老的矮人族防禦場所，裡面充滿了機械裝置，經過一扇沒有可見鎖的大門。地板相當暖和。再往前走是一座古老的矮人族都市。
| 杜拉漢（） 外型看起來像一套巨大的無頭盔甲，揮舞著大刀和鞭子，穿著破爛的斗篷。通常騎在馬上。只要一出現就是帶來死亡的預兆。 雙角獸（） 与独角兽相反，外型看起來像一匹毛色全黑的馬，頭頂上有一對向後彎曲的角。牠們的角會中和獨角獸角的淨水特性。喜欢罪恶的事物。腐敗的成年男性可以被用作狩獵雙角獸的誘餌。但雙角獸同時也是一種攻擊性很强的魔物，有時甚至會吃人。有一種理論認為，她們只吃對妻子忠誠的丈夫。 魅魔（） 迷宮第七層的魔物。生存方式和蚊子类似，能够長出翅膀飛翔，並且散發出甜味。將幼体会在生在水中。他們会先读取受害者的记忆而幻化成受害者憧憬的事物，然後從嘴或手上突出的針狀物來刺痛受害者，通過唾液給他們注射麻醉劑，趁著給受害者帶來極大的快樂時吸取他們的精力。魅魔會把取得的精力會轉化為乳狀物質，通過肛門分泌餵養幼蟲。 |

狂亂魔術師的家
迷宮最深處的一棟兩層樓式小屋，據推測是狂亂魔術師的住所。這間小屋看起來好像幾百年來無人看管了。裡面有一個用碎鏡子做成的大廳，一個牆上掛滿了活繪畫的餐廳，一間雜亂的臥室和一個雜亂無章的圖書館。坐在餐廳裏的是活生生但沒有靈魂的身體，似乎是黃金之國的王室。
| 綠龍（） 被狂亂魔術師作為手下所使役，一種在世界上廣泛分布的龍，身上覆蓋像鋼鐵一樣堅固的鱗片，由於其極其堅固，在面對大多數形式的魔法和物理攻擊都無懈可擊。但是秘銀武器能夠切開龍鱗。喜歡收集貴重的金屬。 蠕蟲（） 被狂亂魔術師作為手下所使役，特徵是圓形的頭部、蜥蜴般的身體和短而鈍的腳趾。呼出的氣體具有劇毒，吸入後可致人於死，一旦點燃就會爆炸。 白龍（） 被狂亂魔術師作為手下所使役，外型與紅龍和綠龍相似，但身上被蓬鬆的毛皮所覆蓋。此外，它們的腳比起有鱗的爪子更接近大型貓科動物的爪子。能夠吐出足以凍結任何生物的冷空氣。 利維坦（） 被狂亂魔術師作為手下所使役，外型類似於鯨魚的龍，生活在海水中，具有能夠產生大量海水的特殊能力，甚至產生漩渦來淹沒獵物。 雙足龍（） 被狂亂魔術師作為手下所使役，外型類似蜥蜴，前腿為翅膀的綠色飛龍。也被稱為「翼龍」，能夠噴火。與迷宮中看到的魔術師之眼不是同一類型。往往成群結隊，看起來很團結但其實不然。有些較弱小的雙足龍甚至在遭受同伴無情的欺凌後被殺死。 東方龍（） 被狂亂魔術師作為手下所使役，，外型類似中國的龍，能夠創造和控制風暴或是召喚閃電來消滅敵人。 不死鳥（） 外型看似色彩鮮豔大型鳥類，大約有矮人的一半大小。並不是特別強壯，很容易用箭射殺，但能夠將自己包裹在火焰中散發出強烈的熱量，使得敵人難以接近牠。可以像任何家禽一樣做成料理，但在烹飪過程中可能會起火並復活帶來額外的危險。 迷宮的兔子（） 乍看之下很像野兔，卻是相當聰明且敏捷的生物。能通過從多個方向聯合起來，以自己的敏捷性使用後腿上的刀片把敵人的頸部切開，使其大量失血死亡。然而牠們不是特別強大，可以透過簡單的爆炸咒語將其消滅。激動時會不斷跺腳，作為對該地區其他迷宮兔子的警告。 迷宮的兔子在迷宮冒險者之間中被視為一個怪譚。有個故事講述了一群資深冒險家深入迷宮，沒多久有人發現他們被斬首的屍體。這些人在被復活後紛紛表示「殺死他們的是兔子」，之後就再也沒有進入過迷宮，這個故事流傳甚廣，以至於嗅到此商機的商人藉機出售盔甲，並聲稱佩戴者能夠抵禦迷宮兔子的攻擊。 阿里阿德涅大蜘蛛 外型與普通蜘蛛相似，只是比它們要大上好幾倍，腹部有著迷宮般的圖案。有著利用蜘蛛絲追趕獵物的特性，並從獠牙噴出的毒液導致獵物全身癱瘓，它們的絲十分堅韌，能夠輕易困住小型的龍，甚至被西方的精靈（特別是金絲雀）製作成戰鬥服裝。 |

黃之之國村落
迷宮中的一個農業村莊。黃金之國的居民已經在這裡生活了至少400年。在這個地區有一種神奇的屏障，可以剝奪魔物的侵略性。
| 彌諾陶洛斯（） 类似人形的牛。被黃金之國的居民作為奶牛和肉牛所使用。擠奶方式與奶牛、山羊或綿羊相似，然而，必須有一個人戴上一個看起來像小牛的風帽，然後靠近牛頭怪，直到被牛頭怪抓住並靠近到足以擠牛奶為止。 獨角獸（） 外型像純白色的馬，鼻頭有一個尖銳的角。它們的角有淨化水質的能力，經常被視為地下城出水口的一部分。然而，這種力量可以雙角的角來抵消。被黃金之國的居民作為交通工具使用。與雙角獸不同，獨角獸喜歡正直和純潔的事物。 |

使魔
聽命於施術者，有著各種形狀和大小的神奇生物，可以通過三種不同的方法召喚。第一種是通過控制現有魔物，具有該怪物的解剖結構和外觀。例如金絲雀的成員芙蕾琪可以指揮著許多不同的鳥類，例如黑色的烏鴉、三隻白色圓形小鳥和三隻體型較大的白色烏鴉。 第二種是通過將不同的植物和動物變成魔物，能夠保留原始生物的特徵。第三種則是從頭開始製作，在製造出來後似乎擁有一定的可塑性，因此外觀和物理能力完全取決於施術者。製造和控制使魔的過程十分危險，因此需要先獲得認證。也有少數像霍爾姆那樣將各種元素精靈作為使魔差遣。
| 魔術師之眼（） 施術者：希斯路 外型類似於雙足龍，是由紅龍的血肉之軀創造的。會以高速攻擊對目標造成傷害。他們充當狂亂魔術師的線人，報告迷宮的任何變化以及可能想傷害他的人。由於他們是用紅龍的血通過古老的魔法召喚出來的，擊敗他們的唯一方法是破壞術式架構，使他們變回血液。 山姥（） 施術者：舞鶴 是舞鶴利用紙所製成的式神，外觀看起來像一個披散長髮有著般若的面容，拿著尖刀的巨大鬼人。穿著和舞鶴一模一樣。只有在滿足特定的啟動條件後才會出現，並且一心一意地完成任務，無論是殺死逃跑的僕人還是尋找失踪的孩子。由於是用紙製成的，可以很容易地被劍刺穿，但這並不能消除威脅，因為即使被切割，式神仍然能發揮作用。唯一有效的策略是以某種管道將其燒掉。 妖精（） 或稱小精靈。是精靈族的使魔。外觀為長著昆蟲翅膀的精靈女孩。主要目的是充當精靈族的溝通線。由於它們是身體製造的，所以身體在死後並不會消失。似乎可以根據製造者和分配者進行訂製。妖精的面部特徵可以根據與它們說話的人進行更改。除此之外能被用作武器的替代形式，例如變成一根棍子。雖然妖精似乎沒有知覺，但它們卻會模仿主人的舉止和情感。因為他們是肉身使魔，身體受到太大傷害就會死亡。他們似乎也沒有能力攻擊他人或保護自己。 |

其它
| 法琳(奇美拉)（） 是利用紅龍的血肉復活，但同時也混合了紅龍靈魂融合的法琳。身高11公尺，上半身是法淋，下半身是一條長著白羽翅膀的紅龍。擁有龍的力量、詠唱咒語的能力，以及能簡短說話的智慧。但如果處於魔力較少的區域，她會很難移動，類似於失去氧氣的人。對狂亂魔法師表現出了忠誠心並遵循他的命令。 當上半身被擊中人類的要害部位時並不會死亡。但由於心臟和肺部位於奇美拉的下半身，即紅龍部分，加上上半身只有一張嘴，身此能夠殺死她的方式便是使其窒息。 二重身（） 雙足類軟體動物，外形像章魚，能利用它們的長臂和變色能力來模仿其他生物的外表。會試圖殺死他們所複製的對象以取代他們的位置。 在一定程度上能夠說話和回答問題，但僅基於提供給他們的記憶。任何其他溝通嘗試都不起作用。可以使用鏡子等反射表面來解除他們的變形能力。如果身分暴露，他們似乎會試圖躲在陰暗的地方。牠們也很強壯，能輕鬆地擊退三個成年人。 羽蛇（） 成為新任迷宮之主的瑪露希爾所創造的魔物，羽蛇長得像巨大的蟒蛇，但身上長著成對的羽毛翅膀。就像一般的蛇一樣，它們似乎有一個帶多個褶皺的長食道幫助它們吞下獵物。 究極最強魔物（） 萊歐斯在吃了翼獅的肉後所變化而成的嵌合體。其身體部位來自不同動物。它有狼的頭、犀牛的頭和某種鳥的頭。犀牛頸部部分是馬的脖子，犀牛頭上有鬃毛和山羊的角。 左前腿來源於老虎，右前腿是鳥的爪子，左後腿來源於猪，右後腿來源於馬。 左翼是蝙蝠的翅膀，右翼是一種鳥類的翅膀。 它有兩條尾巴，一條是蛇，另一條是獅子的尾巴。這是童年的萊歐斯根據《迷宮美食指南》中的筆記創作的夢想中的魔物，在他的筆記中將其描述為「強壯」和「極其帥氣」。 惡魔（） 是來自另一個空間的生物，存在著無限的能量。能夠通過古人為尋找這種無限能量而打開的大門進入迷宮中的美味空間。為了防止惡魔自由通過大門，這些古人創建了迷宮，使他們無法輕易進入地表。惡魔有著各種不同的外貌。吞噬了米希倫幾乎所有欲望的惡魔，最初的型態是一隻人畜無害的小山羊，隨著滿足米希倫的欲望而變成巨大的人型山羊。他們無法被財富或名聲等共同的欲望所滿足，因此更喜歡那些更不常見和更複雜的欲望。欲望被惡魔吃掉的人會成為廢人最終死去。惡魔如果得到了足夠的欲望就會變得更加强大，甚至掙脫迷宮對地表世界造成嚴重破壞。 |

## 出版書籍
| 冊數 | KADOKAWA       | KADOKAWA               | 青文出版社     | 青文出版社             | 青文出版社             | 青文出版社             | 青文出版社           | 天闻角川      | 天闻角川               |
| 冊數 | 發售日期       | ISBN                   | 發售日期       | EAN / ISBN             | 限定版 EAN / ISBN      | 典藏版 EAN / ISBN      | 會場限定版 EAN       | 發售日期      | ISBN                   |
| ---- | -------------- | ---------------------- | -------------- | ---------------------- | ---------------------- | ---------------------- | -------------------- | ------------- | ---------------------- |
| 1    | 2015年1月15日  | ISBN 978-4-04-730153-5 | 2015年10月16日 | EAN 471-8016-01497-8   | 不適用                 | 不適用                 | 不適用               | 2020年10月    | ISBN 978-7-5133-4166-0 |
| 2    | 2015年8月12日  | ISBN 978-4-04-730676-9 | 2015年12月25日 | EAN 471-8016-01596-8   | EAN 471-8016-01714-6   | 不適用                 | EAN 471-8016-02469-4 | 2020年10月    | ISBN 978-7-5133-4166-0 |
| 3    | 2016年8月12日  | ISBN 978-4-04-734243-9 | 2016年11月16日 | EAN 471-8016-02091-7   | EAN 471-8016-02100-6   | 不適用                 | 不適用               | 2020年10月    | ISBN 978-7-5133-4167-7 |
| 4    | 2017年2月15日  | ISBN 978-4-04-734417-4 | 2017年8月16日  | EAN 471-8016-02445-8   | EAN 471-8016-02464-9   | 不適用                 | 不適用               | 2020年10月    | ISBN 978-7-5133-4167-7 |
| 5    | 2017年8月10日  | ISBN 978-4-04-734631-4 | 2018年2月1日   | EAN 471-8016-02791-6   | EAN 471-8016-02792-3   | EAN 471-8016-02793-0   | EAN 471-8016-02794-7 | 2020年11月    | ISBN 978-7-5133-4168-4 |
| 6    | 2018年4月13日  | ISBN 978-4-04-735131-8 | 2018年8月16日  | ISBN 978-986-35-6543-7 | EAN 471-8016-03386-3   | EAN 471-8016-03387-0   | EAN 471-8016-03388-7 | 2020年11月    | ISBN 978-7-5133-4168-4 |
| 7    | 2019年4月12日  | ISBN 978-4-04-735639-9 | 2020年1月30日  | ISBN 978-986-51-2211-9 | EAN 471-8016-03712-0   | EAN 471-8016-03713-7   | EAN 471-8016-03714-4 | 2020年11月    | ISBN 978-7-5133-4169-1 |
| 8    | 2019年9月14日  | ISBN 978-4-04-735626-9 | 2020年7月30日  | ISBN 978-986-51-2413-7 | EAN 471-8016-03790-8   | EAN 471-8016-03791-5   | 不適用               | 2020年11月    | ISBN 978-7-5133-4169-1 |
| 9    | 2020年5月15日  | ISBN 978-4-04-736116-4 | 2021年2月5日   | ISBN 978-986-51-2705-3 | ISBN 978-986-51-2808-1 | ISBN 978-986-51-2809-8 | 不適用               | 2021年8月     | ISBN 978-7-5140-2248-3 |
| 10   | 2021年2月13日  | ISBN 978-4-04-736274-1 | 2022年2月10日  | ISBN 978-626-30-3831-8 | ISBN 978-626-30-3832-5 | ISBN 978-626-30-3833-2 | 不適用               | 2021年8月     | ISBN 978-7-5140-2248-3 |
| 11   | 2021年9月15日  | ISBN 978-4-04-736622-0 | 2022年7月28日  | ISBN 978-626-32-2598-5 | 不適用                 | ISBN 978-626-32-2599-2 | 不適用               | 2022年3月20日 | ISBN 978-7-5140-2406-7 |
| 12   | 2022年8月10日  | ISBN 978-4-04-737046-3 | 2023年1月16日  | ISBN 978-6-2634-0596-7 | ISBN 978-6-2634-0597-4 | ISBN 978-6-2634-0598-1 | 不適用               | 2023年1月     | ISBN 978-7-5140-2545-3 |
| 13   | 2023年12月15日 | ISBN 978-4-04-737456-0 | 2024年7月11日  | ISBN 978-626-38-3945-8 | 不適用                 | ISBN 978-626-38-3976-2 | 不適用               | 2024年4月     | ISBN 978-7-5306-8787-1 |
| 14   | 2023年12月15日 | ISBN 978-4-04-737740-0 | 2024年7月11日  | ISBN 978-626-38-3946-5 | 不適用                 | ISBN 978-626-38-3977-9 | 不適用               | 2024年4月     | ISBN 978-7-5306-8788-8 |

- KADOKAWA、Haruta Comics

| 冊數   | KADOKAWA      | KADOKAWA               | 青文出版社    | 青文出版社             | 天闻角川   | 天闻角川               |
| 冊數   | 發售日期      | ISBN                   | 發售日期      | ISBN                   | 發售日期   | ISBN                   |
| ------ | ------------- | ---------------------- | ------------- | ---------------------- | ---------- | ---------------------- |
| 全一册 | 2021年2月13日 | ISBN 978-4-04-736275-8 | 2022年2月14日 | ISBN 978-6-26-322137-6 | 2021年10月 | ISBN 978-7-5133-4602-3 |

- KADOKAWA、Haruta Comics

| 冊數   | KADOKAWA      | KADOKAWA               | 天闻角川  | 天闻角川               |
| 冊數   | 發售日期      | ISBN                   | 發售日期  | ISBN                   |
| ------ | ------------- | ---------------------- | --------- | ---------------------- |
| 全一册 | 2024年2月15日 | ISBN 978-4-04-737741-7 | 2024年8月 | ISBN 978-7-5133-5704-3 |

## 獲獎紀錄
- 2015年度Comic Natalie大賞第1位[15]
- 這本漫畫真厲害！2016年度，男生篇第1位[16]
- THE BEST MANGA 2016 このマンガを読め！，第1位
- 全國書店店員推薦漫畫2016年度，第1位[17]
- Amazon 排名大賞2016 Kindle本漫畫 1位（第3集）
- 2024年「BookLive!讀者票選」奇幻漫畫類第7名[18]
- 2024年第54屆星雲獎_(日本)漫畫部門大賞[19]
- 日本電子書籍平台「Comic Seymour」2024年度人氣排行榜 少年・青年向動畫化作品第9名[20]。

## 推广
在发行第8卷时，角川书店为其制作一部动画CM，由TRIGGER制作，之后应爱好者的要求，再补充附有制作人员名单的完整动画CM。

## 電視動畫
2022年8月9日，在发行第12卷时，官方於書套宣布《迷宮飯》將獲改編為電視動畫，製作公司為TRIGGER。2023年5月23日公布动画PV，并预定2024年1月档期播出。劇中的旁白由三上哲負責。

### 主題曲
片頭曲
「Sleep Walking Orchestra」（第2~13話）
作词、作曲：藤原基央，编曲：BUMP OF CHICKEN、MOR ，主唱：BUMP OF CHICKEN
第1話作片尾曲。
（第14~24話）
作词、作曲：片冈健太，编曲：＆sumika，主唱：Sumika
片尾曲
「Party!!」（第2~13話）
作詞：小林壹誓，作曲：小林壹誓、穴見真吾，編曲：穴見真吾、LASTorder，主唱：绿黄色社会
第1話未使用。
（第14~24話）
作词、作曲：高桥穗乃香，主唱、编曲：リーガルリリー

### 各話列表
| 集數 | 日文標題 | 中文標題                     | 中文標題                                                   | 劇本       | 分鏡                | 演出     | 作畫監督                                                                                | 怪物作畫監督 | 總作畫監督 | 首播日期      |
| 集數 | 日文標題 | Netflix                      | bilibili                                                   | 劇本       | 分鏡                | 演出     | 作畫監督                                                                                | 怪物作畫監督 | 總作畫監督 | 首播日期      |
| ---- | -------- | ---------------------------- | ---------------------------------------------------------- | ---------- | ------------------- | -------- | --------------------------------------------------------------------------------------- | ------------ | ---------- | ------------- |
| 1    |          | 火鍋／餡餅                   | 汤锅／水果挞清汤锅与挞                                     | 上野贵美子 | 宮島善博、 竹田直树 | 佐竹秀幸 | 竹田直樹、 芳垣祐介、 田村瑛美                                                          | 金子雄人     | 竹田直树   | 2024年 1月4日 |
| 2    |          | 烤巴西利斯克／歐姆蛋／炸什錦 | 烤蛇尾鸡／蛋包饭／油炸面衣菜丝烤蛇尾鸡｜蛋包饭与什锦天妇罗 | 樋口七海   | 市川拓海            | 市川拓海 | 土肥志文、 郡安俊兵、 长谷川哲也、 芳垣祐介、 竹田直樹                                  | 金子雄人     | 竹田直树   | 1月11日       |
| 3    |          | 會動的鎧甲                   | 活动铠甲                                                   | 佐藤裕     | 菅野一期            | 中野廣大 | 菅野一期、 佐藤皓宏                                                                     | 金子雄人     | 竹田直树   | 1月18日       |
| 4    |          | 燉高麗菜／半獸人             | 煮圆白菜／兽人炖煮卷心菜与兽人                             | 上野贵美子 | 藤井辰己            | 河野友纪 | 本吉晃子、 荒井洋纪                                                                     | 金子雄人     | 竹田直树   | 1月25日       |
| 5    |          | 點心／雪酪                   | 零食／雪葩点心与冰糕                                       | 樋口七海   | 池田愛彩            | 池田愛彩 | 田村瑛美、 清田千萌、 竹田直樹                                                          | 金子雄人     | 竹田直树   | 2月1日        |
| 6    |          | 宮廷料理／鹽煮               | 宫廷料理／盐水煮宫廷菜式与盐煮                             | 佐藤裕     | 长原圭太            | 长原圭太 | 新井博慧、 大岛塔也                                                                     | 不適用       | 竹田直树   | 2月8日        |
| 7    |          | 水栖马／杂炊／蒲烧           | 水栖马／杂炊／蒲烧水栖马｜杂烩粥和蒲烧                     | 佐藤裕     | 宫岛善博            | 中野广大 | 芳垣祐介、 半田修平、 竹田直树                                                          | 金子雄人     | 竹田直树   | 2月15日       |
| 8    |          | 木莓／燒肉                   | 木莓／烤肉木莓与烤肉                                       | 樋口七海   | 米森雄纪            | 下平佑一 | 郡安俊兵、 佐藤皓宏                                                                     | 金子雄人     | 竹田直树   | 2月22日       |
| 9    |          | 觸手／燉菜                   | 触手生物／浓汤触手怪与浓汤                                 | 上野贵美子 | 古川晟              | 古川晟   | 长谷川哲也、 荒井洋纪、 竹田直树                                                        | 金子雄人     | 竹田直树   | 2月29日       |
| 10   |          | 大青蛙／地面上               | 巨型青蛙／在地上巨蛙｜地面诸事                             | 佐藤裕     | 宗廣智行            | 宗廣智行 | 波賀野義文、 冰室陽、 土肥志文                                                          | 金子雄人     | 竹田直树   | 3月7日        |
| 11   |          | 炎龍（一）                   | 炎龍1                                                      | 樋口七海   | 小倉陳利            | 佐竹秀幸 | 田村瑛美、 半田修平、 千葉一希、 竹田直樹                                               | 金子雄人     | 竹田直树   | 3月14日       |
| 12   |          | 炎龍（二）                   | 炎龍2                                                      | 上野貴美子 | 濱田千萌            | 濱田千萌 | 芳垣祐介、 郡安俊兵、 坂本勝、 千田崇史                                                 | 金子雄人     | 竹田直树   | 3月21日       |
| 13   |          | 炎龍（三）／良藥             | 炎龍3／良藥                                                | 佐藤裕     | 中野廣大            | 中野廣大 | 佐藤皓宏、 大井翔、 荒井洋紀                                                            | 不適用       | 竹田直树   | 3月28日       |
| 14   |          | 海蛇                         | 大海蛇                                                     | 樋口七海   | 清水久敏            | 川部真也 | 冰室陽、 長谷川哲也、 千田崇史、 波賀野義文、 荒井洋紀、 芳垣祐介、 佐竹秀幸、 竹田直樹 | 不適用       | 竹田直树   | 4月4日        |
| 15   |          | 樹精／雞蛇                   | 樹妖／毒蛇雞树精与鸡蛇                                     | 上野貴美子 | 小倉陳利            | 河野友紀 | 菅野一期、 千葉一希、 田村瑛美、 郡安俊兵                                               | 不適用       | 竹田直树   | 4月11日       |
| 16   |          | 清道夫／味醂漬               | 清掃者／味淋魚乾清道夫｜味淋鱼干                           | 佐藤裕     | 波賀野義文          | 土肥志文 | 荒井洋紀、 芳垣祐介、 波賀野義文、 長谷川哲也、 土肥志文                                | 不適用       | 竹田直树   | 4月18日       |
| 17   |          | 哈比／奇美拉                 | 鹰身女妖｜合成兽                                           | 樋口七海   | 金子祥之            | 古川晟   | 大井翔、 千田崇史、 佐藤皓宏、 真野佳孝                                                 | 不適用       | 竹田直树   | 4月25日       |
| 18   |          | 變形者                       | 變身怪变形怪                                               | 上野貴美子 | 雨宮哲              | 成田巧   | 桐谷真咲、 坂本俊太、 中島順、 、 楠木智子、 齋藤和也                                   | 不適用       | 竹田直树   | 5月2日        |
| 19   |          | 山姥／夢魘                   | 山姥｜梦魔                                                 | 佐藤裕     | 小倉陳利            | 中野廣大 | 荒井洋紀、 土肥志文、 長谷川哲也、 冰室陽、 丹羽弘美                                    | 不適用       | 竹田直树   | 5月9日        |
| 20   |          | 冰巨魔像／植物羊             | 冰魔像｜植生羊                                             | 樋口七海   | 田村瑛美            | 小島隆史 | 槙田路子、 佐佐木洋也、 、 長沼智也、 KAGO、 車車人、                                   | 不適用       | 竹田直树   | 5月16日       |
| 21   |          | 蛋／黃金鄉                   | 蛋／黃金鄉蛋｜黄金国                                       | 上野貴美子 | 鈴木龍太郎          | 池田愛彩 | 郡安俊兵、 田村瑛美、 千葉一希、 真野佳孝                                               | 不適用       | 竹田直树   | 5月23日       |
| 22   |          | 獅鷲／使魔狮鹫｜使魔         | 獅鷲／使魔狮鹫｜使魔                                       | 佐藤裕     | 坂本勝              | 河野友紀 | 千田崇史、 坂本勝、 丹羽弘美                                                            | 不適用       | 竹田直树   | 5月30日       |
| 23   |          | 獅鷲湯／餃子（上）           | 獅鷲湯／餃子1狮鹫肉汤｜饺子1                               | 樋口七海   | 下平佑一            | 下平佑一 | 芳垣祐介、 長谷川哲也、 佐藤皓宏、 荒井洋紀                                             | 不適用       | 竹田直树   | 6月6日        |
| 24   |          | 餃子（下）／培根蛋           | 餃子2／培根蛋饺子2｜培根煎蛋                               | 上野貴美子 | 小倉陳利            | 下平佑一 | 土肥志文、 半田修平、 冰室陽                                                            | 不適用       | 竹田直树   | 6月13日       |

### 播映平台
| 播映地區 | 播映平台 | 播映日期              | 播映時間              | 備註   |
| -------- | -------- | --------------------- | --------------------- | ------ |
| 部分地區 | Netflix  | 2024年1月4日－6月13日 | 星期四 21:30（UTC+8） | [ 27 ] |
| 中國大陸 | bilibili | 2024年1月4日－6月13日 | 星期四 21:30（UTC+8） | [ 28 ] |

### 藍光&DVD
| 卷數 | 發售日期      | 收錄話數      | 規格編號                        | 規格編號   | 出場人物 |
| 卷數 | 發售日期      | 收錄話數      | 藍光版                          | DVD版      | 出場人物 |
| ---- | ------------- | ------------- | ------------------------------- | ---------- | -------- |
| 1    | 2024年4月24日 | 第1話—第6話   | ZMAZ-16931（限定版） ZMAZ-16941 | ZMSZ-16951 | 萊歐斯   |
| 2    | 2024年5月29日 | 第7話—第12話  | ZMAZ-16942                      | ZMSZ-16952 | 瑪露希爾 |
| 3    | 2024年6月26日 | 第13話—第18話 | ZMAZ-16943                      | ZMSZ-16953 | 奇爾查克 |
| 4    | 2024年7月24日 | 第19話—第24話 | ZMAZ-16944                      | ZMSZ-16954 | 先西     |

## 外部連結
- 電視動畫官方網站（日語）
- 電視動畫官方的X（前Twitter）（日語）
- 在Netflix上觀看《迷宮飯》